# 富野由悠季
富野 由悠季（とみの よしゆき、1941年〈昭和16年〉11月5日 - ）は、日本のアニメーション監督、演出家、脚本家、漫画原作者、作詞家、小説家。日本芸術院会員。本人は演出家・原案提供者としている。日本初の30分テレビアニメシリーズ『鉄腕アトム』の制作に携わるなど、日本のテレビアニメに草創期から携わる。祖父は東京府南葛飾郡大島町（現・東京都江東区の一部）町長を務めた富野喜平次。
代表作は『機動戦士ガンダム』などのガンダムシリーズ、『伝説巨神イデオン』、または『聖戦士ダンバイン』他のバイストン・ウェル関連作品など。

## ペンネーム
キャリアを通じて複数のペンネームを用いている。
本名は富野 喜幸（）で両親の喜平と幸子の一文字ずつをとって付けられた。当初は本名をそのままペンネームとしても用いていた。
1982年以降は富野由悠季というペンネームを原作、監督、小説執筆の時に使うようになり、最も有名なペンネームである。
作詞家としては井荻 麟（）を用いている。日本サンライズ事務所のあった上井草駅が西武新宿線井荻駅の隣であることに由来する。自身が監督したアニメ作品では、監督としては富野喜幸や富野由悠季としてクレジットするが主題歌の作詞者としては井萩鱗とクレジットし、使い分けている。
ほか、絵コンテ、脚本、演出にとみの善幸、斧谷 稔（）、斧谷 喜幸（）、作画監督に井草 明夫（）、声の出演に井荻 翼（）などの別名義を使う。

## 富野家

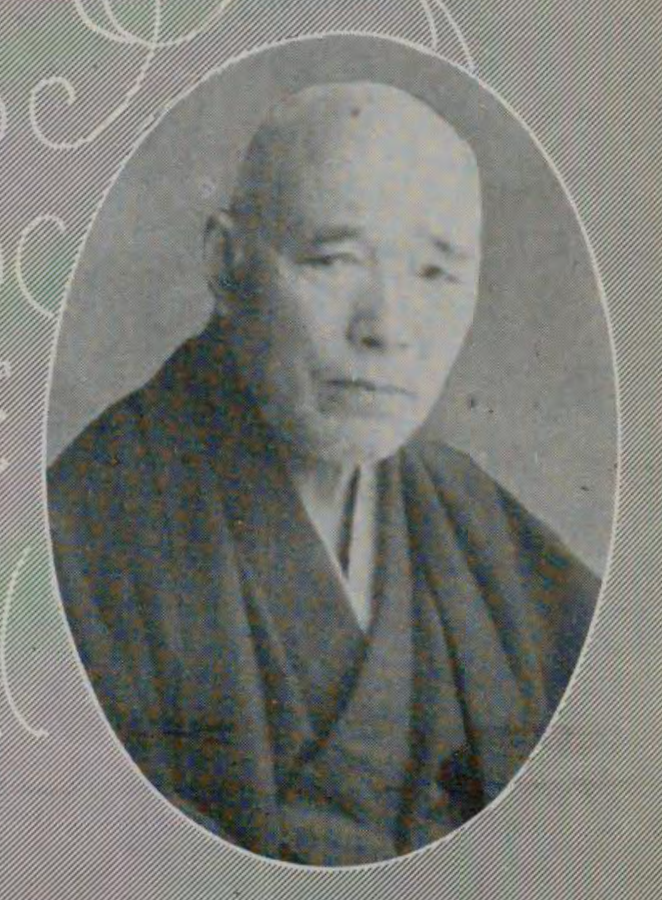
第2代大島町長・富野喜平次『大島町誌：大東京市併合記念』より

富野家は代々地方の旧家であり、東京・大島（江東区）の大地主であった。祖父・喜平次は大島町長や大塚護謨工作所監査役を務めた。また伯父・徳次郎はのち家督を相続し、喜平次を襲名した。なお、父・喜平は兄8人姉8人の末っ子で両親に育てられず、本家で腹違いの長男（徳次郎）夫婦に育てられた。
| 名前                   | 続柄   | 生没                          | 備考 |
| ---------------------- | ------ | ----------------------------- | --- |
| 喜平治                 | 曽祖父 | 1832年9月 - 没年不明          | 地主。 |
| 喜平次（前名：佐太郎） | 祖父   | 1857年11月12日 - 没年不明     | 大島町長。大塚護謨工作所監査役。所得税調査委員。 |
| 喜平                   | 父     | 1909年2月 - 2005年頃          | 喜平次の九男。日本加工織布社員。日本大学文科卒。96歳で死去。 |
| 幸子                   | 母     | 1915年 - 没年不明             | 大島町会議員・田中佐吉の長女。府立第七高等女学校卒。のち夫・喜平とともに分家。実家はセルロイド玩具製造業。富野曰く、大正期にはセルロイドの人形をアメリカに輸出してかなり成功していたという。 |
| 喜平次（前名：徳次郎） | 伯父   | 1886年8月9日 - 1965年3月13日  | 喜平次の長男（または三男）。地主。東京府会議員。 |
| 正男                   | 従兄   | 1913年3月30日 - 1942年9月20日 | 徳次郎（喜平次）の長男。第三高等学校卒。1945年2月10日、裁判所から失踪宣告を受けた。 |

## 経歴

### 幼少期
1941年、神奈川県小田原市生まれ。同年生まれのアニメ監督に宮崎駿や同じ虫プロ出身のりんたろうがいる。富野が生まれる前、両親は東京で生活していたが、仕事の関係上小田原へ転勤していた。母についてはあまり語っていないが、幼少期の富野に「おまえは弱い子なんだよ」と刷り込みのように言い聞かせ、自身の虚弱体質ぶりを自覚させていたという。
父は写真家を志し、20歳を過ぎて日大芸術学部の美術・美学専攻学科に入学して、30歳近くまで学生であったが、在学中に太平洋戦争が始まると、徴兵を嫌って化学分野の技術者として小田原の軍需工場で零戦の与圧服の開発スタッフとして勤め、父が終戦直後の軍命令に背いて残した与圧服の資料が、科学や宇宙を題材とした自分のアニメ作品の原点になったという。この父の影響で、小学4年のころは航空宇宙学に携わる仕事に就きたいと考え、中学1年のころには理工学系、もしくは機械系の仕事を志すようになるが、中学2年になって数学で挫折し、高校受験で工業高校に落ちたことで、理工学系の夢を捨て、文系に切り替えざるを得なくなり、高校の3年間は物語を書くための基礎的な勉強や、小説を書くための練習を行う傍ら投稿を行うようになる。
幼児期の富野は食が細く、オムツ離れや走ることも遅い方だった。また神経が過敏なところがあり、空から降る雪や砂浜に押し寄せる波を極度に恐れていたという。
小学生のころは同級生たちから孤立していた。また、本人曰く「英単語や数字を覚えることが苦手で、あまり勉強出来なかった」という。当時は、どうして周囲の人間が自分をのけ者にするのか理由が分からなかったが、現在になって思い返してみたら自分のほうから彼らにケンカを売っていたことが分かったと回想している。
小学生の時に手塚治虫の「アトム大使」（「鉄腕アトム」の前身にあたる作品）を読み、親に「アトム大使」を連載していた雑誌『少年』を毎月買ってくれるように頼む。この経験が、後に富野が手塚治虫と関わるきっかけにつながる。このころは画家になりたかったのだが、いつまでたっても絵がうまくならず、14歳で画家になる夢に見切りをつける。その後映画の魅力にとりつかれ、映画業界の仕事に興味を持ち始める。

### 学生時代
戦後に流入したアメリカ合衆国の『月世界征服』や『禁断の惑星』などのSF映画を鑑賞してショックを受けると同時に、映画作りは途方もない労力がかかることを知る。また工業系ではない普通の相洋高等学校に入学したことで、卒業後に就職が出来ず、大学に進まざるを得なくなり、日本大学芸術学部映画科しか入学できる余地がなかったため、親から借金をして進学する。同大学には一年先輩に山本晋也、同窓に神山征二郎がいるが、どちらも面識はなく、交流もなかった。映画学科の演出コースを専攻したものの、1年と2年の授業は一般教養が主で、それに付随する形で映画関係者の講座が散発的に行われる編成だった。1年の時に演出を志す者としてシナリオを理解するために、シナリオを数本書く課題があり、高校時代に小説を執筆した経験が活かされて無事こなすことが出来たが、映画関係者が行う講座には全く魅力を感じず、学生にアーカイブの映画フィルムを貸し出すシステムも存在しなかったので、1年の2学期から3年の1学期いっぱい迄、ほとんど授業には出なかった。また、当時の映画産業は先細りの時代を迎えており、富野が3年生となった年に、大手の映画会社は軒並み新規の採用を取りやめ、ドラマ業界は映画会社から移った関係者たちに独占されて、富野のような新卒者が入り込める場所はなくなっていた。

### 学生運動
日大に入学した1960年は、俗に「60年安保」と呼ばれる安保闘争の年で、1年に学部の自治会に入会し、2年時には自治会長を務めていた富野も、自治会連合の執行部である中央執行委員会（以下、中執）に出入りするようになり、そこで初めて安保闘争の概要を把握するようになる。当時、日大の中執は全日本学生自治会総連合のような反社会的な行動は取らず、産学共同を命題に掲げた御用自治会であり、富野は突拍子もない発想を口にする学生たちが物珍しく、2年の秋頃まで入り浸っては彼らを傍観していたが、中執が御用自治会であると把握した途端に嫌気が差し、中執の事務所に隣接していた日本私立大学団体連合会（以下、私学連）の執行部に入り浸るようになる。しかし3年時の夏休みに、私学連の中執総会で副委員長に推薦された際、委員長への推薦ではなかったことに不満を抱き、総会の土壇場で副委員長への就任を拒否したため、総会終了後に周囲から糾弾され、執行部から、1年受諾を条件に卒業後の日大学生課への就職を打診されるも、これも拒否して中執を脱会した。中執とは確執を残したまま卒業したことから、学生課に就職した同期の職員たちから目の敵にされ、彼らが退職した後の2006年に特別講義として招かれるまで、日大とは不和が続いた。このように、学生運動には直接関わらず、一歩引いた立ち位置の傍観者であり続けた富野だったが、一度だけ、米国の司法長官だったロバート・ケネディが1962年2月に来日した際、日大会頭だった古田重二良と面会する折のお先棒を担いだことがあり、学生課の課長からの動員で、赤坂にある日大の迎賓館内にある平屋に、会談が終わるまで他の動員者たちと共に待機し、帰りは古田会頭が手配したベンツのハイヤ－で、中執のメンバーの自宅まで帰った逸話を持っている。

### 虫プロ時代
1964年、手塚治虫の虫プロダクション（以下虫プロ）入社。就職先はアニメ業界ではなく映画業界を志望していたが、上述の通り、富野の大学卒業前、すでに大手映画会社は大学新卒者の採用をやめており、学部の関係上、就職口が虫プロしかなかったと述べている。大学3年の10月に、3行広告を見た母親から虫プロが見込み（新卒）採用を行っているという話を聞き、大学から近かったことや、志望していた演出の仕事ができるならばこの際なんでも構わないという気持ちで学園祭の準備期間中に採用面接を受け、学園祭が終わった11月頃に「3月の卒業前でも良いから早く来るように」と通知が届いて採用が決まった。なお、虫プロが見込み採用を行ったのは、後にも先にもこの時一度きりであった。当時アニメは子供のものという認識しかなかったため、大の大人がおもちゃ屋の宣伝番組であるアニメの仕事をやるのは非常に恥ずかしかったと述べている。現在でも、実写ドラマの監督がやりたいという野心があると語っている。
当時の虫プロは全員を社員として採用しており、『ジャングル大帝』のアニメ制作で別棟を借りる迄、手塚の自宅脇にあるスタジオに百数十人の社員が犇めき合っていた。富野は最初、制作進行および演出助手を担当し、動画→仕上げ→撮影を行うため、必要なカット袋を運ぶ係を担当した。虫プロで富野に仕事を教えていたのは、後にシャフトを起こす若尾博司だった。富野はそこでテレビアニメの業態と基本構造を学び、演出家として、スタジオ内での作業工程の全体把握こそがアニメ制作の肝であることを身体に叩き込んだ。後に人手不足も手伝い、手塚から直々に「演出やらない？」と頼まれた富野は演出・脚本なども手掛けるようになる。富野は自分より年下のスタッフの絵のうまさに衝撃を受け、「彼らに負けない仕事をするにはどうするか?」と悩んだ末に出た答えが「誰よりも早くコンテを描く（切る）」ことだった。

### 鉄腕アトム
『鉄腕アトム』では制作進行・演出助手・脚本・演出を担当する。ある日、鉄腕アトムのシナリオ公募が社内で行われ、富野もシナリオを書いたが没となった。その後、コンテが不足する事態が発生して、没シナリオを元に描いた絵コンテの前半が手塚に認められ、後半部分を描いて制作されたのが、1964年11月放送の第96話「ロボット・ヒューチャー」であり、新田修介の名で演出家としてデビューした。同話では脚本と絵コンテ、及び制作進行を担当している。その翌週から演出部に移行し、同話を含め鉄腕アトムでは、最終担当回の「メドッサの館」迄、合計25本の演出と絵コンテを担当し、自ら脚本を書いたエピソードも多い。この演出本数はアトム全体で最も多く、2話連続コンテなども何度かある。そのほとんどがオリジナルストーリーで、原作のエピソードを担当したのは、179話と180話の前後編となった「青騎士」だけである。
富野は鉄腕アトムについて、アニメ化に際しては虫プロ内で決められた基本設定があり、それに沿って制作した手前、作家性と呼べるようなイメージを持っていたとは思えないと、後年の取材で述懐して、唯一の原作回を担当した「青騎士」を引き合いに、「自分に演出は向いていないことを見せつけられた」と語り、演出家として全てがいい加減で、敗北感に取りつかれたことが悔しく、最後の担当回となった「メドッサの館」では、オリジナル回で演出家としてのセンスを引き出せるか本気で挑戦したことを明かしている。

### 虫プロでの軋轢
鉄腕アトムのアニメ制作現場は、4つのエピソードを同時進行で制作する体制で、週1の放送では3ヵ月に1回の穴が開く事態が、放送から2年目頃になると発生して、再放送で穴を埋める状態が続いていた。虫プロの経営状態も悪化して、鉄腕アトムだけでは食えない状況を打破するために、『ジャングル大帝』のカラーアニメ化が決定されるが、山本暎一らが主導して、労働組合を設立して手塚治虫を切り離す策動を行った上に、富野のような大卒出身者は、軒並みジャングル大帝への関与を拒否されるなど、プロダクション内で軋轢が広がり、富野はアニメ村化する虫プロに嫌気が差して行った。
当時の虫プロでの軋轢について「アニメだって映画、動かなくてはいけない。それを止めて見せることができるという発想は許しがたかった。最初は仕事と割り切っていたが、半年もすると不満が沸いてきた。当時、虫プロで働いていたのは、映画的なセンスがない人たち。僕は映画的な演出ができる確信があったので、アニメとは言えない電動紙芝居でも、作りようはあると思うようになった。そんな体質が分かるのか、僕が演出になると、先輩から徹底的に嫌われた。『アトム』での僕の演出本数が一番になったとき、みんなの視線が冷たかった。『アトム』が終わると、虫プロを辞めた」と語っている。ただし富野は「（手塚治虫から）アニメは全部動かさなくても伝えられるということを教えてもらった」とも語っている。
ジャングル大帝から外され、鉄腕アトムの尻拭いを続けた富野だったが、虫プロ内での人付き合いは薄く、上記のように先輩のスタッフ達からは目の敵にされた。特に鉄腕アトムで当初のメインスタッフだったりんたろうからは、演出本数を上回ったことで恨まれ、1990年代に和解するまでは険悪な関係が続いた。そして自身初のカラー演出作品となった『リボンの騎士』で4本のエピソードを演出した後に、虫プロを退社する。
退社後の虫プロについて、富野は「子供の集まりの会社みたい」とコメントし、企業として存続するために手塚以外の原作をアニメ化したり、そのせいでスタッフとの間に不協和音が生じて人が育たず、企業として完全なドン詰まりと感じたという。

### CM制作時代
鉄腕アトムの最終担当話となった「メドッサの館」を演出中、日大の同級生だった女性と出会い、交際するようになる。「ＣM制作会社を立ち上げたので進行から始める気はないか」と打診され、虫プロに不満を募らせていたこともあって、「この女に騙されよう」と思い立ち、1967年3月に虫プロを退社する。入社した制作会社であるシノ・プロダクションは、富野の同級生と社長のみという零細企業であり、そこでバスクリンやキンカンなどのＣMアニメを手掛け、受注された仕事の進行も行うようになるが、次第にCM用のコンテを本気で書けなくなり、名前が明記される仕事でなければ満たされないことを悟ると、交際していた同級生を残して、1968年2月にシノ・プロダクションを退社する。入社中の月給は、虫プロの初任給と同等の1万円に満たない金額で、社長から「時間が空いた時はアニメの仕事をやっていい」と許可を貰っていたため、生活費を稼ぐ目的で、1967年の9月から翌年の3月まで日本テレビ系列で放送された10分アニメ『冒険少年シャダー』の絵コンテを担当している。

### フリー時代
伝手を頼って新興のプロダクションへ入社するも、半年で困窮する事態となり、ついには虫プロに土下座をして仕事を求めるまでに追い詰められてしまう。父親の後輩が学院長を務める東京デザイナー学院で講師として講義を持つかたわら、アニメ界への復帰を模索するようになり、フリーのコンテ書きとして仕事を請け負うようになる。1968年3月から始まった東京ムービーの『巨人の星』でコンテを担当したことを皮切りに、虫プロ子会社の虫プロ商事製作の『アニマル1』、東京テレビ動画の『夕やけ番長』、フジテレビエンタプライズの『海底少年マリン』、虫プロダクションの『どろろ』、タツノコプロ（当時は竜の子プロダクション）の『紅三四郎』などで演出や絵コンテを担当して、順当に実績を積み重ねていった。虫プロ時代は以前使った絵を使い回してうまく話を作るという作業が多かったため、タツノコでは一般的な映像演出能力の不足を指摘されることが多く、「うぬぼれを認めざるを得なかった」という。しかしながら、絵コンテから演出まで一貫して作業できたタツノコでの仕事は手応えがあり、演出家としての手習いの場となった。この経験以降「才能を持つ人間に負けたくない」という思いがさらに強まる。ジャンルを問わず精力的に仕事をこなし、業界内で「富野が絵コンテ千本切りを目論んでいる」と半ば非難と冗談を交えて噂された。
当時、どこのスタジオに行っても見かける「さすらいのコンテマン」として有名だったという。この時期の富野は、ある程度の作風は確立していたものの、演出家として評価が高いとは言えず、そこそこのコンテをとにかく早く上げられるため、業界の便利屋として使われている部分が多かった。『未来少年コナン』ではコンテを宮崎駿に全て描き直され（ただし、宮崎は誰のコンテでも全て自分で手直しする）、畏敬の念もあり機動戦士ガンダムの制作時には「コナンを潰すのが目標」と語っていたが、番組終了時には「ついにコナンは一度も抜けなかった」と語った。しかし、スタジオジブリ代表取締役の鈴木敏夫は、富野が『アルプスの少女ハイジ』の各話演出スタッフを務めていた当時、高畑勲と宮崎駿が「富野さんの仕事には一目置いていた」と話している。苦手なコンテはギャグ方面のアニメで、『いなかっぺ大将』では何度もやり直しを受け「下卑たギャグと舐めてかかったがゆえに惨敗した」、また巨人の星については「アニメで畳部屋を描くことに抵抗を感じた」と吐露している。富野は2作の作者川崎のぼるについて著作で嫌悪感を明らかにしていたが、日本人のメンタリティに訴えかけることについては評価するとも発言している。他方、『ど根性ガエル』のような作品は「またやってみたい」と発言している。
1971年、結婚。結婚式当日でさえ絵コンテ用紙を手放せなかったと回想している。このころに埼玉県新座市に引っ越す（『無敵鋼人ダイターン3』の「シン・ザ・シティ」の元ネタとなる）。翌年に長女を授かるが、妻が長女を妊娠中に、半年ほどTVの絵コンテの仕事がない期間を経験しており、手習いの意味合いで漫画を描く勉強をしていた時期があるが、出版社に持ち込む前にアニメの仕事が再び舞い込むようになり、漫画家としてデビューすることはなかった。

### 監督デビュー以降
1972年、『海のトリトン』で実質的に初のチーフディレクター・監督・絵コンテを務める。手塚治虫の新聞連載漫画『青いトリトン』（後にアニメに合わせて原作漫画も『海のトリトン』に改題して単行本化）を原作としているが、「トリトンやピピはトリトン族である」といったキャラクター設定以外には共通点は薄い。放送当時は視聴率が伸びずに2クールで終了した。
1974年、『宇宙戦艦ヤマト』に関して本人は第3話（実際には第4話）の絵コンテを西崎義展プロデューサーに強引に引き受けさせられたと語っている。そのストーリーが気に入らなかった富野は、ストーリーに手を加えて渡し、西崎を激怒させた。翌日か翌々日に本来のストーリーに修正した絵コンテを再納品したが、それきり二度と西崎からの依頼は来なかったと言う。のちに「ガンダムを作るきっかけですが、以前にも少し話したんですけど、本音はただ一つです。ごたいそうなものじゃなくてね、『ヤマトをつぶせ!』これです。他にありません。松崎君（松崎健一）も1話でヤマトを越えたと言ってくれましたんで安心してます（笑）」と語っている。
1975年、『勇者ライディーン』の監督、絵コンテも担当。オリジナル・ストーリーをやれると思って引き受けた仕事だったが、原作（鈴木良武）が持っていたオカルト的要素が、諸事情により第1話の作画作業に入ってから決まった放送局の方針と合わずに、急な方向転換を余儀なくされるという不運の中、前半2クール（第26話）で降板となった。後任の長浜忠夫は、富野への横暴な人事に激怒しながらも引き受け、富野も鬱憤を感じながらも、後半でも長浜の下で何本か絵コンテを切るなどの形で番組自体には関わり続けた。この機会に長浜忠夫の下で技法を吸収することに努め、監督の立場から作品全体をコントロールする術を学んだと自身で回想している（後に長浜ロマンロボシリーズにも演出、絵コンテとして参加している）。同年、途中降板した出﨑哲の後任として『ラ・セーヌの星』の最終話までの3クール目（第27話〜第39話）を、総監督の大隅正秋の下で監督を務める。
1977年、創映社が日本サンライズとして改組・独立。サンライズ初のアニメーション作品である『無敵超人ザンボット3』の総監督・原作（共同原作/鈴木良武）・演出・絵コンテ・原画を担当。勇者ライディーン途中降板の経験を受け、企画段階からスポンサー・放送局に「まず要求を全部言って下さい」と談判し「戦闘シーンは何分いるのか」「武器は何種類出せばいいのか」など、全ての条件を受けいれた上で「その中でどこまで劇を入れられるか実験を試みた」という。当作品は、本来ヒーローであるはずの主人公たちが周辺住民から嫌われ追われる、登場人物が次々と非業の最期を迎えるなど、「アニメは子どもが見るもの、子どもに夢を与えるもの」という考え方が一般的だった当時の常識を覆すものであった。
1978年、『無敵鋼人ダイターン3』の原作・総監督・脚本・絵コンテ・作画監督を担当（井草明夫名義）。前作無敵超人ザンボット3の暗さを吹き飛ばすかのように全体的にコミカルな作品となった。衝撃的な無敵超人ザンボット3の後番組だったため、初期の視聴率は伸び悩んだが、最終話はシリアスなストーリーで締めくくった。その後もノベライズやオーディオドラマによる後日談など関連作品が生み出されていった。

### 機動戦士ガンダムの監督

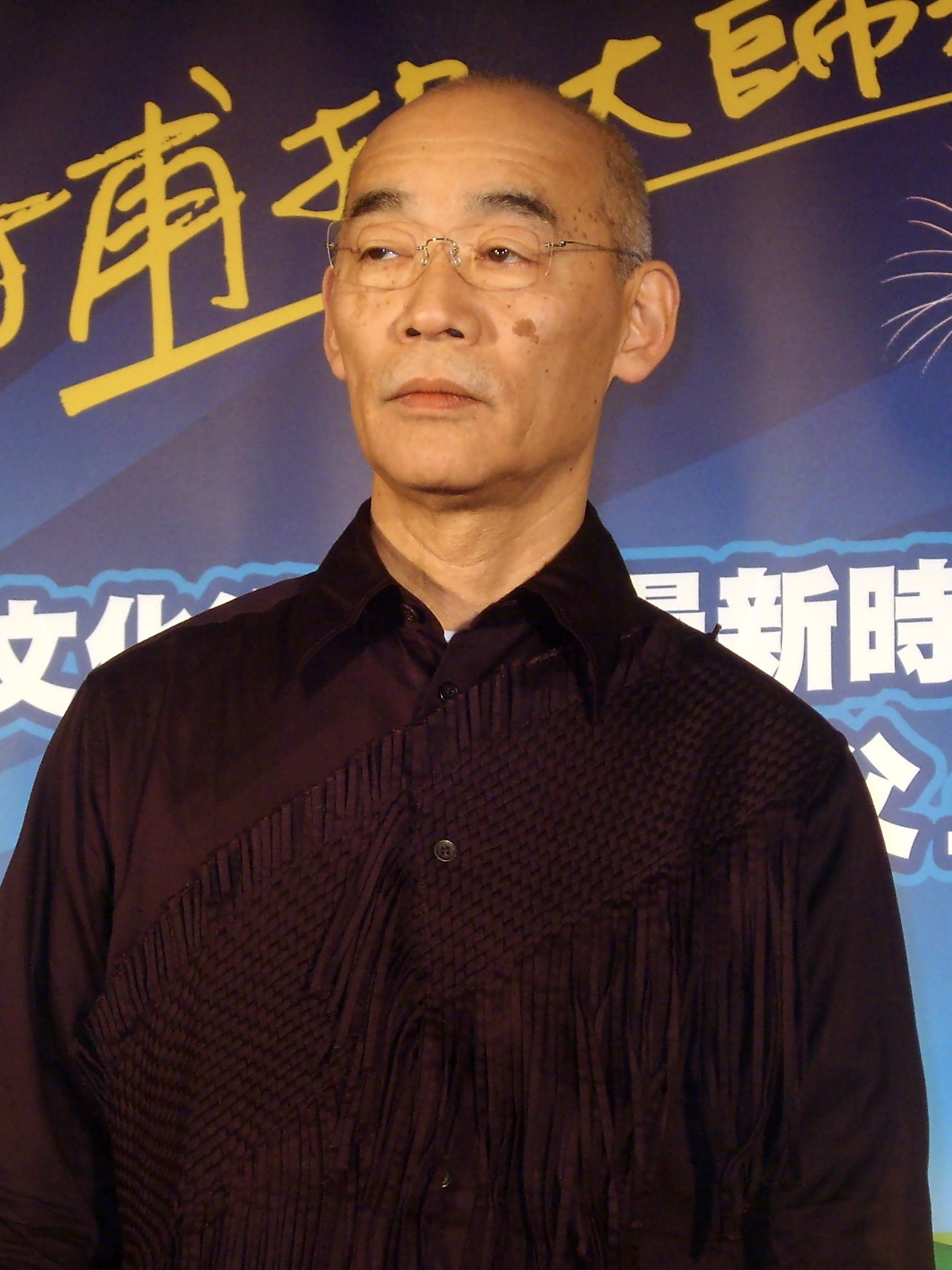
富野由悠季（2008年）

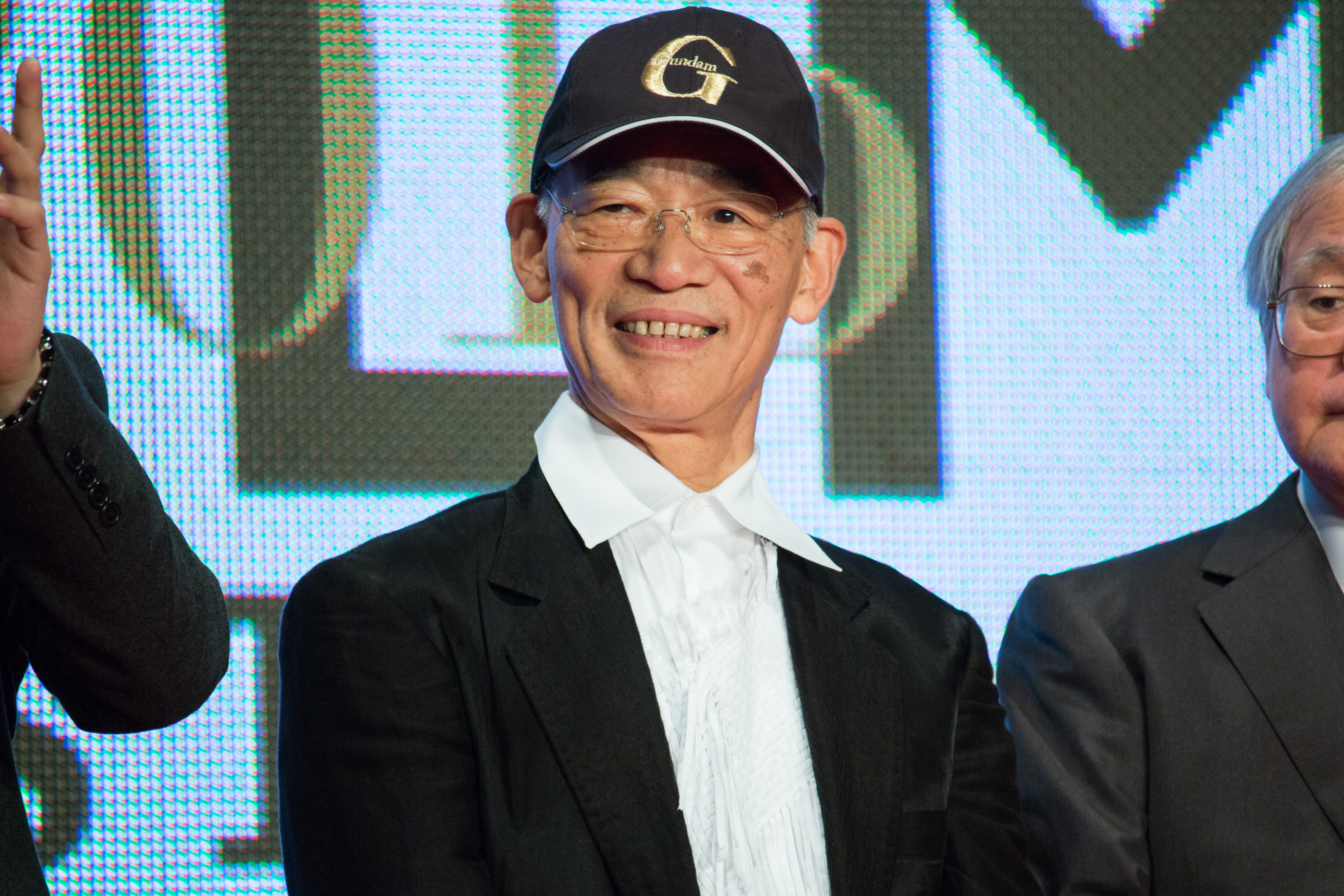
2015年、第28回東京国際映画祭にて

1979年：自身の代表作といえる『機動戦士ガンダム』の総監督・原作・脚本・演出・絵コンテ・作詞を務める。それまでの巨大ロボットものとは一線を画し、「リアルロボットもの」と呼ばれるジャンルを確立したエポックメイキングな作品。ロボットものでありながら、人間ドラマを主軸とした物語は初回放送時に一部に熱狂的な支持者を獲得した一方、スポンサーの玩具売上で苦戦し、スポンサーであるクローバーの意向によりテコ入れの路線変更が決定され、2クール目より冒頭にガンダム換装シーンが入り、新商品Gメカと毎回敵メカが出てくるスーパーロボット路線への変更を余儀なくされた。また、玩具の売上不振により4クール52話の予定から39話への短縮を要求され、結局1か月分の4話を延長した全43話で折り合いが付けられた。しかし、年末商戦のフラッグアイテムであるDX合体セットがヒットしたため、クローバーはサンライズに放映延長を打診する。しかしスケジュール的に話数の変更は不可能であり、翌年1月に放映は43話で終了。そして放映終了を境に人気が本格的に過熱。熱心なファンの再放送嘆願により、再放送、そして映画化へとつながる社会現象を引き起こして行く。
1980年7月にスポンサーではなかったバンダイから300円のキャラクタープラモデル（いわゆるガンプラ）が発売され、ガンダムの盛り上がりと呼応するようにラインナップを増やし、劇場版公開を境に一大ブームが発生。1982年からは劇中設定から離れたオリジナル展開であるMSVの機体も多数発売されてユーザーの支持を受け、このバンダイの成功が後のΖガンダムの制作要請へと繋がっていく。

### 1980年代
1980年、『伝説巨神イデオン』の原作・総監督・脚本・演出・絵コンテ・作詞を務める。機動戦士ガンダム終了のわずか3ヶ月半後に放送開始された。前作機動戦士ガンダム同様に残り4話を残して打ち切りとなるが、折からのアニメブームの中、「本当の結末が見たい」というファンの声援に後押しされて、後にテレビ版総集編と完結編が2本同時に劇場公開される運びとなる。
1981年、映画『機動戦士ガンダム』の総監督を務める。他に井荻麟名義で「スターチルドレン」（主題歌のカップリング曲、本編未使用）を作詞。劇場版3部作の第1作であり、テレビシリーズでホワイトベースがサイド7から地球に辿り着き、敵・ジオン公国の脅威を認識する場面（ランバ・ラルとの遭遇と、その後のギレン・ザビの演説）までのエピソード。当時、テレビアニメで評判の高かったものを再編集して劇場公開するケースは多かったが、それらのほとんどは劇場版となった途端に実写畑の監督や監修者が立てられていた。そのことに違和感を持っていた富野は、あらかじめ会社側に対し「将来ガンダムが映画化されることがあった際、監修者なり監督という形で外部（実写）の人間を導入するならフィルムを渡さない」と正式文書で申し立てていたため、監督権を勝ち取ることができた。1981年5月22日、続編第2作映画『機動戦士ガンダムII 哀・戦士編』の主題歌発表記者会見にて、作詞家「井荻麟」の正体が自分であることを公表。アニメージュのアニメグランプリ演出家部門でこの年から3期連続で1位となる。1981年7月11日、『機動戦士ガンダムII 哀・戦士編』公開。総監督、井荻麟名義で「哀 戦士」（テーマソング）、「風にひとりで」（挿入歌）作詞。テレビシリーズで地球に降下してから連邦軍の本拠であるジャブローにたどり着き、ジオン軍との決戦のために再び宇宙へ旅立とうとするところまでのエピソード。1982年第3作『機動戦士ガンダムIII めぐりあい宇宙編』公開。総監督、井荻麟名義で『めぐりあい』（テーマソング）、『ビギニング』（挿入歌）作詞（ただし売野雅勇との共同作詞）。再び宇宙に舞台を移してから最終決戦を経て終戦に至る最終話までのエピソード。テレビシリーズ制作時に病気で現場を離れていた作画監督の安彦良和によるリターンマッチということもあり、ほとんど新作に近い量の新規作画が起こされた。
同じ1982年、『THE IDEON （伝説巨神イデオン）接触篇/発動篇』の総監督・原作・絵コンテを務める。他に井荻麟名義で挿入歌「セーリング フライ」「海に陽に」を作詞。2本同時公開であり、接触篇がテレビ版の物語の中盤程度までの総集編。発動篇は終盤の総集編から、打ち切られて描かれなかった物語の完結までを高クオリティの完全新作映像で描写し、壮絶なその展開はアニメファンに大きな衝撃を与えた。しかし接触篇は所詮ダイジェスト版にすぎず、テレビシリーズをあらかじめ見ていなければ発動篇のストーリーがわからないというハードルの高さがあり、再放送の放映状況もあまり芳しくなかったためか、結局ガンダムのようなブームを起こすには至らなかった。とはいえ、イデオンが庵野秀明や福井晴敏をはじめ、後進のクリエーターに与えた影響は非常に大きい。
この時期の富野は、ガンダムの劇場版第3作である機動戦士ガンダムIII めぐりあい宇宙編を制作しながら、一方で映画化さえ決まっていなかったTHE IDEON （伝説巨神イデオン）発動篇の作画作業を見切り発車で進めるという慌ただしさだったが、発動編の作業に本腰を入れる段階で急遽、飛び込んで来た企画が、後述の戦闘メカザブングルであった。
同1982年、『戦闘メカ ザブングル』原作（鈴木良武と共同）・総監督・ストーリーボード・作詞。元々は吉川惣司が監督となる予定であったが降板したため、富野が後を引き受けた。初めの1クール半はガンダムIIIやイデオン劇場版の仕事で手一杯で人任せにしていたが、自分の求めた動きになって来ないと見て取るや、時間を捻出して他人のコンテを全面的に直したりコンテに動画の中割りまで指定した。そのため一時はスタッフとの間にかなり険悪なムードが立ちこめたが、終了後には「転機になった」「つらかったけど楽しかった」など、新境地を見出したらしい言葉が多く聞かれた。停滞や馴れ合いを嫌う富野はしばしばスタッフとの間に軋轢を生み出すが、その姿勢に刺激を受けた者も少なくない。1983年、劇場版『ザブングル グラフィティ』監督。テレビ版の再編集版で、『ドキュメント 太陽の牙ダグラム』、『チョロQダグラム』と併映。上映時間が90分以内という制約のため、まともなストーリーを作るのは無理と判断、割り切って楽屋落ちにして本編の勢いを悪乗りさせた作品となった。
1983年、『聖戦士ダンバイン』の総監督、原作・脚本・ストーリーボード。井荻麟名義で作詞。放映がファミリーコンピュータの発売と同時期であり、王侯・騎士と神話・妖精が織りなす中世ヨーロッパ的ファンタジーは、まだ一般にさほど認知されていなかった。したがって、リアルロボットものが隆盛をきわめつつあった当時、ファンタジーの舞台にテクノロジーを据えた同作は異色だったといえる。富野自身が放送終了前に失敗作宣言をしたり、放映中にスポンサー企業のクローバーが倒産するなどのトラブルが発生した。舞台となる異世界「バイストン・ウェル」は、富野がしばしば同じ世界観で小説を書くライフワークとして続くこととなった。
1984年、『重戦機エルガイム』の原作・総監督・ストーリーボード。井荻麟名義で作詞。キャラクターデザインとメカニックデザインに永野護を起用。物語としては、前半は明るい作風だったが、後半、物語がシリアスな展開を見せる。テレビアニメでの富野の単一の作品としては総話数が全54話と最も多い。デザイナーとして起用した永野が、世界観についての提案をたびたび行っている。過去に作られたロボットを使っているなどの世界観は永野が元々構想していたものであり、そこに富野による具体的なキャラクター原案や基本のストーリーラインが入ることで両者の共作のような形となった。ただし、著作権などの諸権利の譲渡が行われた訳ではなく、従って永野の『ファイブスター物語』とエルガイムの間に権利的な関連性はない。
1985年、自身初の続編シリーズ物の『機動戦士Ζガンダム』総監督。後の本人の口から良い意味でも、悪い意味でも「思い入れのある作品」と答えている。原作・総監督・脚本・ストーリーボード・オープニング、エンディングの絵コンテ・挿入歌の作詞。それまでの続き物にありがちだった続編とは違う続編の作り方を意図的に試みた作品。前作の登場人物が年齢を重ねて再登場したり、時代の変化によって彼らの立場や考え方が変わっているなど当時としては斬新な作品となった。2005年に20年の歳月を経て富野自身の手により劇場版3部作に「新訳」されて公開された。
1986年、機動戦士Ζガンダムの続編『機動戦士ガンダムΖΖ』原作・総監督・脚本・ストーリーボード・絵コンテ。井荻麟名義で「一千万年銀河」作詞。スポンサー側からの提案で前作機動戦士Ζガンダム放送中に急遽制作が決まった続編（ただし、本人は予測の内だったと語っている）。時代的には前作から連続し、前作の主要キャラクターは脇に退き、ミドルティーンの少年少女を主役グループに置いて「暗い」「カタルシスがない」と評された前作とは正反対に「明るいガンダム」を目指した。しかし、中盤以降は機動戦士Zガンダムと同様のシリアスなストーリーへと路線変更が行われた。
1988年、当時ガンダムシリーズの最終作品として作られた『機動戦士ガンダム 逆襲のシャア』の原作・監督・脚本・絵コンテ。初の劇場版オリジナル作品。「シャアとアムロの物語に決着をつける」ために作った作品と本人は述べている。小説版も富野自身が手がけており、徳間書店版『ハイ・ストリーマー』と角川書店版『ベルトーチカ・チルドレン』の二種類がある。角川書店版は同作の初期案をベースとし、アムロとベルトーチカの関係が続いており、ベルトーチカがアムロの子供を身篭っているという設定は上層部から「ヒーローに子供ができるのはどうか」と指摘を受け、映画版では取り下げた。

### 1990年代
1991年、新たなるガンダムシリーズとして作られた『機動戦士ガンダムF91』の原作・監督・脚本（伊東恒久と協同）・絵コンテ・挿入歌の作詞。日本アニメ大賞・最優秀作品賞を受賞。背景となる時代は一気に下り、機動戦士ガンダム 逆襲のシャアまでのキャラクターが引き継がれることはなかった。キャラクターやメカニカルデザインに機動戦士ガンダム当時のスタッフを起用。本来はTVシリーズの予定で企画されたが、劇場公開用として再編集された。本作公開時にスタッフは、テレビシリーズかビデオシリーズかで本作の続編を作るつもりでいたが、映像作品としては立ち消えとなってしまい、企画は最終的に長谷川裕一の漫画『機動戦士クロスボーン・ガンダム』に流用された（後述）。
1993年、『機動戦士Vガンダム』の原作・総監督・絵コンテ・構成。井荻麟名義で作詞（みかみ麗緒との共同作詞）。第1話に主役機のガンダムが出てこないため、スポンサーの意向により第4話が第1話と置き換えられた。制作における心労や上層部からの指示による軋轢・混乱が大きく、制作途中から数年間に渡って徐々に鬱状態が進行し、最終的には立っていられないほどの目まいがしたり、ほとんど気絶するような感じで眠りについていたという。自らの評価も手厳しく、本作DVD-BOX発売時には、同梱リーフレットに「この作品は見られたものではないので買ってはいけません！」との見出しをつけ、「全てにおいて考えが足りなかった」「本当にひどい作品である」と記している。一方で、作品や人を褒めることが決して多くない富野にしては珍しく、音楽を担当した千住明を絶賛しており、逢坂浩司によるキャラクターデザインについても好意的なコメントを残している。
機動戦士Vガンダム放送終了後、富野は次回作ガンダムの監督を拒否して代わりに今川泰宏を指名し、戦争ものではなくロボットプロレスをやるようにと指示した。その結果誕生したのが、『機動武闘伝Gガンダム』である。前述の鬱状態から心身が回復するまでの期間は、いくつかの作品で脚本や絵コンテを手がけているが、監督は引き受けていない。Vガンダム以降、テレビ版の「ガンダム」は富野の手を離れ、複数の監督が制作を続けた結果、「『ガンダム』はすでにジャンルである」と言われるほどに多様化した。そのことは今日なお「ガンダムシリーズ」が作り続けられる理由の一つとなっている。
1994年、機動戦士ガンダムF91の続編となる漫画『機動戦士クロスボーン・ガンダム』の原作（作画は長谷川裕一）。原作者の肩書きだけだった富野が、初めて漫画制作に携わり、1997年まで連載された。
1996年、初のOVA作品の『バイストン・ウェル物語 ガーゼィの翼』の原作・監督・脚本・絵コンテ。聖戦士ダンバインと同じくバイストン・ウェルの世界を舞台にしているが、ロボット（オーラバトラー）の出てこない、純粋なファンタジー作品。富野が前述の鬱状態の中制作した作品。後年作品を見直した富野は「糸が伸び切っているという印象」との感想を残している。
1997年、この頃に虫プロ時代の同期である高橋良輔から、高橋がプロデューサーを務めた『勇者王ガオガイガー』のシナリオ執筆を依頼されたものの、「ストーリーを考えるのが面倒だから嫌だ。コンテならいくらでも切るけど」という理由でこれを辞退している。
1998年、WOWOW初のオリジナル有料アニメ『ブレンパワード』の原作・総監督・脚本・演出・絵コンテ。井荻麟名義で作詞。1993年の機動戦士Vガンダム以来5年ぶりのテレビ作品放映。スクランブル放送だったため、視聴者数はある程度限られた。富野は「自分たちは子供たちを『親なし子』にしてしまったのではないか」という危機感から「人と人とが絆を結ぶとはどういうことか」を示そうとした、と語っている。また、当時企画が進行中だったガンダム作品（∀ガンダム）の制作に向けた、鬱症状からアニメ制作現場へ戻るためのリハビリと位置づけている。重戦機エルガイム以来14年ぶりのオリジナル・ロボットアニメ。初期の数話でスタッフからガンダム作品と同じ演出になっているとたしなめられるエピソードがあったという。ロボットデザインに旧知の永野護を起用する一方、キャラクターデザインにいのまたむつみを抜擢した。
1998年、機動戦士ガンダム誕生20周年記念作品として、『∀ガンダム』の原作・総監督・絵コンテ。井荻麟名義で作詞。「∀」は、数学や論理学などで「すべての〜」という意味で用いられる全称記号で、全てを包括して原点に返るという意味を込めて、タイトル「ターンエー」として用いられた。過去に作られた「ガンダム」と名の付くすべての作品を、全否定かつ全肯定する作品を目指したものである。キャラクターデザインにはカプコンの安田朗を、メカニックデザインはアメリカの工業デザイナー・シド・ミードを起用した。ミードがデザインした革新的なガンダムのデザイン（見た目と劇中の俗称から「ヒゲ」と呼称されることが多い）は放送前から意見が分かれたが、放送が始まると徐々に評価が高まり、2002年には劇場版2部作『∀ガンダム I 地球光/II 月光蝶』として公開された。劇場版は∀ガンダムテレビシリーズ全50話に新作カットを加え再編集した作品。「サイマル・ロードショー」方式という日替わりで1部・2部を上映する公開方法がとられた。43話の初代ガンダムでさえ映画は3部作だったが、50話の∀ガンダムを2部構成にまとめている上、∀ガンダムには編集する上で省略しやすい戦闘シーンが少なく、ストーリーも複雑なので、非常に展開が早く、富野自身も、1stガンダムに比べて編集が困難と語る。なお、この作品のノベライズを福井晴敏と佐藤茂が個別に引き受けており、両小説ともに富野による初期構想案メモを元にしている。なお福井小説版においては、構成案メモから先の物語は福井晴敏独自の展開にすることを富野自身が了解している。安田朗のカプコンによる「ガンダムのゲーム作っていいですか？」という質問に「いいよ」と答えたのが、ガンダムゲームの代表作のひとつ『機動戦士ガンダム vs.シリーズ』である。

### 2000年代
2002年、WOWOWでのスクランブル放送アニメ『OVERMANキングゲイナー』原作・総監督・脚本・演出・絵コンテ。井荻麟名義で作詞。富野と田中公平による元気なオープニングアニメと主題歌が作品世界を象徴し、当時、富野自身が多く発言していた芸能・祭といった要素が、作品の内容や演出に取り入れられている。富野は「当作品のライバルは『クレヨンしんちゃん』」と発言している。前作の∀ガンダム同様、スタッフの意見を取りまとめる立場を強く意識して制作に携わった。本作ではキャラクターデザインにグループワークという概念を取り入れ、中村嘉宏、西村キヌ、吉田健一の3名の共同作業により、高いレベルのデザインを実現。富野の案、登場メカは人工素材「マッスルエンジン」で柔軟な動きが可能で、オプション装備の「オーバーコート」を着用することによりそれぞれが特殊な能力を発揮するロボットという設定から出発した。メカニックデザインには安田朗を再起用。若手のスタッフが「いかに凄惨に描くか」を話していた時に、「もう悲惨な話はいいよ」と諭したこと、「100歳まで現役でやれる」と発言し、周囲を驚かせたという。
2003年、金沢工業大学客員教授に就任。「ガンダム創出学」の講義を担当。雑誌『ガンダムエース』で各界のスペシャリストとの対談記事『教えてください。富野です』が連載開始（2012年まで連載）。
2004年、上井草（井荻の隣の駅）に転居。名実ともに「井荻麟」となった。
2005年、劇場版『機動戦士Ζガンダム』三部作を制作し、順次公開。映画『ローレライ』には、反乱軍として通信所を占拠する海軍大尉としてカメオ出演（画面での確認は困難）。12月から自身初のWEBアニメ『リーンの翼』の監督を務める。富野が初めてネット配信という形式で作ったアニメで、自身の小説『リーンの翼』(1986年)の数十年後の物語であり、このアニメ部分を加筆した小説は『リーンの翼(完全版)』として2010年に刊行している。聖戦士ダンバインで出てきた「オーラバトラー」が登場する。オーラバトラーなどにCGが使用されている。独特のセリフ回しと非常に早い展開が特徴。
2006年、映画『日本沈没』にカメオ出演（京都の高僧役）。2008年、映画『少林少女』に主人公（柴咲コウ）の亡き祖父としてカメオ出演。
2009年、ロカルノ国際映画祭で名誉豹賞を受賞。同年、アニマックスの「機動戦士ガンダム30周年記念 みんなのガンダム 完全版」という番組に富野を初めとしたスタッフが出演。特に富野のガンダムに対するインタビューが多く語られた。8月、東京ビッグサイトで開催の「GUNDAM BIG EXPO」で初公開された短編アニメ『リング・オブ・ガンダム』を制作。

### 2010年代
- 2010年：映画『日本のいちばん長い夏』に元陸軍大将・今村均役で出演。
- 2014年：TVアニメ『ガンダム Gのレコンギスタ』の原作・総監督を務める。
- 2016年：一般社団法人「アニメツーリズム協会」理事長に就任[71]。
- 2019年：全国8か所の美術館で展覧会「富野由悠季の世界」が2022年にかけて開催[72]。同じく2022年にかけて公開された劇場版『Gのレコンギスタ』五部作の原作・総監督を務める。
- 2021年：小田原市のふるさと大使に就任
- 2021年秋：文化功労者に選出[73]。集英社「kotoba」2021年秋号の特集「人間拡張はネオ・ヒューマンを生むか?」に平沢進、稲見昌彦などと共にインタビューが掲載[74][75]。

## 作風
監督、絵コンテ、演出をしながらも、しばしばオープニング・エンディング曲や挿入歌の作詞をする。さらに並行して小説（主に自分の作品の小説化や自分の作品の派生作品）も書く。ただ、「小説でうっぷんを吐き出してしまうという悪い癖がある」と自認し、後書きなどで反省している。また「富野節」と呼ばれる、独特の倒置表現や言い回しも監督作品の特徴の一つである。
自身の作風と決定的に合わず、ギブアップ状態で降板した作品にいなかっぺ大将を挙げており、フリーランス時代に演出と絵コンテで参加したものの、納得のできるコンテがどうしても切れず、業を煮やした制作側から「業務的にこれ以上やらせられない」と絵コンテ2本で降板させられた経緯を明かして、「演出家として、何でも出来なくてはいけないと覚悟してやったのに出来なかった。当時の日本人に一番分り易い笑いを作ることが出来ない敗北感が、とても大きかった作品です」と語る一方で、新オバケのQ太郎やど根性ガエルのコンテは、努力して仕事の形に出来たと述べており、「ギャグは本来ロジカルではないけど、ロジカルなギャグしか出来ないのは、演出家として普通以下。『いなかっぺ大将』は同じ面白さで作れなかった証明になってしまったんです」とコメントしている。

### 絵コンテ
フリーの若手だったころ、ジャンルを問わず多くの作品に参加し、コンテをかなりのスピードで上げていったことから「コンテ千本切りの富野」「さすらいのコンテマン」という異名をとるようになる。業界では「富野に頼めば3日でコンテが上がる」と言われていた。制作スケジュールの厳しいアニメ業界では、富野のように絵コンテを上げるのが早い人材が重宝された。一時期富野の片腕と言われたアニメーターの湖川友謙によると、一部に例外があるようだがと断りながら「おトミさんのコンテの画は、どうとでもとれるような描き方なんですよ。アニメーターがもっと面白い事をやってくれればいいかという感じにもとれるのね。」と語っている。元々映画系志望だっただけにリミテッド・アニメとは指向が違っていたと言われ、安彦良和によれば「画を描く手間を考えない『真面目にやっているのか?』というコンテ」、湖川友謙は「動かす意欲を刺激する良いコンテ、これぐらいでないとつまらない」、高畑勲は「いわゆる職業化された、システム化されたコンテマンからは窺えない意欲が感じられるコンテ」と評価。安彦の回想では、アニメーターからは不評で、画面の奥の方で関係のないキャラクターの芝居が入っているなど、処理に困るシーンがあると現場で適当にカットしていたそうである。それでも特に文句を言ってこないため「軽い演出家」との印象を持っていたが、ガンダム制作時に膨大な設定を持ち込むのをみて考えを改めたという。∀ガンダム開始時点での絵コンテ総数は、名前が確認できるもののみで少なくみて586本で、アニメ史上最多記録と推測される。監督業に就いてからも自ら多くのコンテを切り、スタッフに任せたコンテに満足できない時は忙しい時間を割いて自身で手直しをすることもある。戦闘メカザ ブングルの時に顕著だった事例だが、ほとんど自分のコンテになってしまった時でもスタッフロールの記載を変えることはしない。これは「手直しされた人間にもプライドというものがあるだろう」という配慮からである。富野が絵コンテとして参加しクレジットもされた未来少年コナンにおいて監督の宮崎駿がほとんど自分でコンテを書き替えたことも少なくなかったという経験も影響していると考えられている。しかし「ただ彼らを甘やかしただけだったかもしれない」とも書いている。
絵コンテについて、富野自身は「出来が悪い」と断言しており、具体例として『悟空の大冒険』で2本切ったものの、監督の杉井ギサブローに全却下され、『あしたのジョー』ではやっつけ仕事とみなされて監督の出崎統から多くを修正されたことを例に挙げた上で、却下されたことや出来の悪さにも納得していると述べている。
アニメーション監督で音楽プロデューサーの幾原邦彦は、機動戦士ガンダムの頃までは、画面に対する奥行きの描写まで考慮して絵コンテを切っていたと証言し、アニメーターで映画監督の庵野秀明は、機動戦士ガンダムについては、作画担当だった安彦良和の存在が無視できず、機動戦士Zガンダムで安彦氏を失った結果を思い知って以降、ドラマのための絵作りに割り切ってしまったと述べている。
アニメーターで漫画家の金山明博は「富野さんの絵コンテは分かり辛いコンテなんだよね」と語り、ある程度の経験がないと対処が難しい反面、腕のある有能なアニメーターなら、自己流の作画や演出が出せて、遊ぶ余裕が生まれる絵コンテだと指摘している。

### 編集
話の流れを唐突に終える切り方が特徴的であるが、富野曰く、仕上がった作画絵が自分の要求を満たさない場合が多く、作品全体の帳尻を合わせるための切り方であって、もう1割増しほど作画の描き込みがあれば、オーソドックスな編集が出来る自信があるとして、各アニメーターの技術論もあるが、総監督として現場をコントロールし切れず、放り出している部分がかなりあり、申し訳ないと思うと述べている。

### 音楽
「BGMは作品のエンジンになり得る」として音楽を肯定的に捉える一方で、オープニングやエンディングで使用されるアニソンや劇伴については、富野側から持ち掛けたことは一度もなく、監督した作品の楽曲は全てレコード会社からの起用であるとしている。富野曰く「僕は（音楽）業界の事情を全く知らないし、知っちゃいけないと思っていましたから」と意図的に距離を置いていることを明かして、初監督作品である海のトリトンで、プロデューサーの西崎義展からミスマッチな楽曲を押し付けられた経緯から、以降は何を押し付けられようが、それを凌駕するものを制作してみせるという気概を持つに至ったという。

### 作詞
ペンネームを用いて楽曲の作詞を担当することがあるが、富野曰く、初めて監督をした海のトリトンにて、当時の楽曲が各レコード会社の学芸部の担当だったことで、各担当者が子供向けであることを前提とした楽曲を制作することに違和感を覚え、如何に子供向けを脱却するかを模索した結果、作詞に関わるようになったと述べている。

### 劇場版
主にガンダムシリーズなど、テレビシリーズとして制作された作品が、放送終了後に新作カットを加えた総集編として劇場で公開されることがあるが、富野は『ツギハギ映画』と自称しており、その制作手順を簡単に説明している。
まず、絵コンテを再チェックして必要な箇所を指定し、既に出来上がっている映像部分を通しで繋ぐと、不快な部分や不要なストーリーが判別できるので、それらを直感的な判断で削除して行き、約3時間半の暫定版としてまとめる。次にストーリー全体の再構成を行い、テレビ版と話の前後を変更したり、必要不可欠な台詞をチェックして行く。それと並行してバンクシステムによる使い廻しの部分を、既存の映像で代替できるか、新規作画に差し替えるか判断して、3時間半の暫定版を2時間半に短縮させる。その後、新規作画の制作を発注し、最終的に出来上がった映像を編集して完成させる段取りとなる。
富野は、総集編という形をとった劇場版の制作は、既存の映像と相談しながら作り上げる行為であり、創作ではなく技術職であると語り、自己主張を持つ演出家では務まらず、「便利屋」或いは「捌き屋」に徹することが肝心であると、その心得を述べている。

### ジャンル
監督を務めた作品には、ロボットアニメが主なジャンルである。本稿にもあるように、ロボットアニメ以外にも世界名作劇場シリーズを始め、広範にわたるジャンルにおいてコンテや脚本を手がけている。また機動戦士ガンダム、伝説巨神イデオンでは登場するロボット群の大半のデザイン原案を自ら描いており、ほぼそのまま登場したものも多い。

### テーマ
富野作品全てに共通するテーマの主題として本人は「人の自立と義務と主権の発見と、人が作ってしまう悪癖（これを“業”と称している）の発見」と語っている。

### ストーリー展開
主要な登場人物を一カ所（多くは戦艦）に放り込んでストーリーを展開するスタイルは「富野方式」と多少揶揄的に評されていると本人は述べている。
重要なキャラクターが死ぬ展開もいとわず、無敵超人ザンボット3、伝説巨神イデオン、聖戦士ダンバイン、テレビ版機動戦士Ζガンダム、機動戦士ガンダム 逆襲のシャア、機動戦士Vガンダムなど終盤に近づくにつれ、主要登場人物の大半が相次いで死に至るような作品を作ることが多く、「皆殺しの富野」などの異名で呼ばれたこともあった。代表作機動戦士ガンダムでは大半が生き残ったが、後の小説版では途中で主人公を戦死させるという展開が見られる。これについては「全員殺した方が、きれいさっぱり何も残らずまとまりがつく（＝制作者・視聴者共に、作品全体へ未練を残さず完結させる『最も理想的な表現法』）」と語っている。また、無敵鋼人ダイターン3、戦闘メカ ザブングルなど、スラップスティック・コメディ的な作品も作っている。その場合は主要登場人物が悪役やライバルを含めてほとんど死なない。ブレンパワード以降は、∀ガンダムやOVERMANキングゲイナー、ガンダム Gのレコンギスタなど昔と比べると人の死や悲惨な描写が少ない。
「皆殺しの富野」と称されることに対して富野自身は「全然違います。発想が逆なんです」と反論し、巨大ロボットを扱う作品に於いては、物語を進めて最終回で決着をつける場合、巨大ロボットそのものが障壁となるため、それを打ち消す強烈なコンセプトとして過激な話を描いているだけだと述べている。

### 登場キャラクターの特徴
主人公は「家庭環境が悪いので、性格は理屈っぽく捻くれている」パターンが多い。また家庭環境の影響か、軍隊をはじめとする集団組織（チーム）の中に溶けこむことができなかったり、あるいは嫌悪を表明したりする。作品中では主人公と両親の関係が決して良好なものではなく、両親を殺したり存在を忘れさせたりするなどしている。その上「親子、兄弟姉妹、身内同士であっても決して理解し合えるわけではない」という家族愛へのアンチテーゼが込められる。両親であるキャラクターはその「死の瞬間」、まさに肉体が消滅するその瞬間までも醜悪な人間であり続けることが多い。富野自身も両親に対して憎悪のような感情を抱いていたと述懐している。作品の一部の男性キャラクターは母性愛に飢えているマザコンという共通点もある。総括的に言えば、父親は一見社会人として正常な思考を持ち合わせた常識人に見えるが、子供に対しては無責任な一面のある人物として、母親は親としての自覚に欠けており、女性としてのエゴの強い人物として描かれる傾向が強い。
当時のヒロインの多くは、若かりし頃につきあいのあった「チョキ」というニックネームの女性をモデルとしていると記されており、ヒロインには芯の強さが目立つ。実年齢とは別に、主人公よりもやや大人びた感じや引っ張っていくような性格の強さが目立つ。また、ほとんどの作品で、富野自身の思想、境遇などの特徴と似た面を持つ政治家、権力者や野心家のキャラクターが登場している。これらのキャラクターは、同時に前述のような「主人公と敵対する父親」の役割をも備えている。その例として、ドン・ザウサー、デギン・ソド・ザビ、ドバ・アジバ、ドレイク・ルフト、アマンダラ・カマンダラ、ギワザ・ロワウ、バスク・オム、パプテマス・シロッコ、シャア・アズナブル、カロッゾ・ロナ、フォンセ・カガチ、クラックス・ドゥガチ、マスク（ルイン・リー）、クンパ・ルシータなどが挙げられる。これらのキャラクターはほぼ全ての作品において少なくとも体裁的には悪役であり、最終的には、主人公の少年の手によってその思想・野望を打ち砕かれる結末を迎えている。
登場する女性たちの中には、主人公を裏切り、対立する勢力に参加して、敵対する人物が登場する作品が幾つか存在するが、富野自身は自覚していないと後置きしながらも、機動戦士ガンダムで共に制作に携わった安彦良和と離別した影響が少なからずあると述べている。
アニメーターで映画監督の庵野秀明や、プロデューサーの井上伸一郎は、スキンヘッドで男性の敵側の首領は、制作時における富野の思想や心情が投影されたキャラクターであると指摘している。
主にガンダム作品で関わることが多かったアニメーターの北爪宏幸は、富野のキャラクター配置は独特で、通常のアニメ監督がやりがちな、主人公を起点として、それぞれの登場人物に役割を持たせた計算に基づく図式構成とは真逆の配置を行っており、作品やストーリー上の役割としては意味を持たないが、現実には必ず居そうなキャラクターを、モブやゲストとして主要人物の周辺に登場させることで、ロボットアニメのような虚構の世界であっても、身近でリアルなドラマが展開できる作りになっていると述べている。

### 性的描写
主に男女間での肉体関係を想起させる描写に執心しており、性行為の想像無くしてキャラクターの創造は成立しないと断言している。機動戦士ガンダムの制作時に、登場人物であるランバ・ラルと内縁の妻であるクラウレ・ハモンが絡む場面で、偶然ながら肉体関係を示唆する描写を生み出せたことで、アニメでも表現できることを確信し、以降は、絵コンテの段階で演技論も踏まえた上で描くように心掛けているという。富野曰く、性行為を示唆する描写の創造は、遊びごとではなく真剣勝負の作業であるとして、仮に絵コンテで上手く描けたとしても、要求を満たさない作画表現となった場合は、描いたアニメーターに対して怒りが湧きあがり、要求を満たさない作画で妥協せざるを得なくなった場合には、気分が萎えて本気で落ち込むと述べている。

### 演技指導
巨人の星の主人公星飛雄馬のイメージが強かった古谷徹を機動戦士ガンダムのアムロ・レイ役に推したり、俳優の池田秀一、戸田恵子、舞台役者だった白鳥哲、朴璐美などを声優として発掘したりしている。
演技においては峻厳な指導で知られる。アフレコ現場には必ず立ち会って声優と演技の詳細を詰めるといわれ、その指導を受けたことで実力をつけた声優は少なくない。大のガンダムファンでもある子安武人も複数の作品で起用された結果、自身の演技の幅を広げた。要求に応えられないときはブースに駆け込んで罵声を飛ばすこともある。機動戦士Vガンダムで主役を務め、当時新人であった阪口大助をはじめ、機動戦士Ζガンダムの劇場版に出演した新井里美、浅川悠らはその峻厳性ゆえに泣き出したという。特に阪口に至っては殴ったこともあると噂されたが、後年阪口本人はそれを否定している。また、重戦機エルガイムで主役を務めた平松広和は「キャラを殺して降ろす」とまで言われたという逸話もある。しかし一方で、機動戦士Ζガンダムでカミーユ・ビダンを演じた飛田展男や、ガンダム Gのレコンギスタでクリム・ニックを演じた逢坂良太のインタビューなどによれば、「監督自ら熱心に指導するのは女性声優に対してのみであって、男性声優の指導は本人任せか音響監督に任せっぱなしだった」と述べており、逢坂に至っては「何も心配していないから大丈夫」と優しい言葉をかけてもらったという。

### メカデザイン
最終的な決定稿は専門のメカニックデザイナーの手によるが、自ら登場メカをデザインすることもある。また、ダクトで覆われたゲルググの胴体やエルメスのビットやザクレロに配された多方面スラスターなどの機能的なデザインもある。俗に言われる「富野ラフ」にはほぼ決定デザインに等しい物も多く、ゾック以降のモビルスーツ、モビルアーマー、艦船の大半は、ほぼ富野のラフ通りにクリーンアップされている。
アニメーション作家で映画監督の庵野秀明は、個人的な感触として、富野が好むメカデザインは、一見すれば機能が把握できて肌で感じることができるものであり、これと最も相性が良かったのは宮武一貴のデザインで、聖戦士ダンバインで絶縁関係になってしまったことが悔やまれると述べている。

### 小説
ライトノベルレーベルから発行しており、アニメに関連した物が多い。作風はアニメ視聴者より上の対象年齢の層をターゲットにしているものの、漫画のような擬音を多用する。また人物描写・背景説明が簡素でアニメの脚本のように地の文が少なく、セリフが多い。

## 人物像
- 学生時代は、ロケットや宇宙が背景に描かれたポスタ－の映画しか鑑賞せず、無理をして見た普通の洋画や邦画の記憶は一切ないという。また東宝の特撮映画については、『モスラ』まで毎年鑑賞していたと証言し、例外として大映特撮映画の『宇宙人東京に現わる』を観た記憶があると証言している。また大学時代はヌーヴェルヴァーグの全盛期であったため、SF好きを公言することは一切なかった[100]。
- 波打ち際を極度に恐れる恐怖症から海で泳げなかったが、学校の郊外授業で海の遠泳があったため、練習を繰り返して、高校2年生の時には海岸から100ｍ離れた海上まで泳げるようになった[16]。
- 高所恐怖症で、高いところは勿論、飛行機に乗ることも精神的に辛く、重い物が空を飛んでいる事実を、未だに受け入れていないという[101]。
- 趣味は素描（ドローイング）で[102]、自身の小説の挿絵もしばしば描いている。
- 近代理科系を自称しており、学力不足で理系の学業を継続できなかった負い目から、頻繁に宇宙ステーションを作中に登場させていたが、IT企業の登場で理系に対するコンプレックスが解消し、ブレーキをかけられたという[103]。
- たびたびバイクが富野作品で印象的に登場するが、スタッフによると富野自身バイク好き（ただしメカニックとして）であるということ。雑誌の表紙で半裸の女性がバイクに跨るようなものに対し、それは別に見たいものであって、一緒にして欲しくないと語っていた。
- ミリタリー（軍事）に関しては「ミリタリーは妄想、かっこよくない」としており、戦争を格好良く描く『ガールズ&パンツァー』や『艦隊これくしょん』を批判している[104]。
- 「これだけは言える」が口癖で、月刊アニメージュの元編集長だった鈴木敏夫によれば、鉄腕アトムのロマンアルバムを出す際に企画された座談会で、発言の度に枕言葉として使っていたという[105]。
- 7～8時間の睡眠を取ることを心掛けており、人生の中で睡眠時間を極度に減らしたことは一度もなく、「フリーの人間というのは寝なかったら、明日が使えなくなる」という持論を持っている[106]。
- 大変な甘いもの好きで、ショートケーキなどが好物。
- 喫煙者であり、メイキングやインタビューなどでタバコを吸っている姿がたびたび目撃される。
- 物が捨てられない性格で、所有物をゴミに出す際、なかなか踏ん切りがつかない。さらに妻も衣類を捨てられない性格なので「家の中は地獄沙汰」と語っている。
- 家族構成は、妻[注釈 24]と2人の娘。長女は演劇集団 円文芸/演出の富野アカリ、次女は振付家の富野幸緒。

## 思想
年代に応じて、近代の哲学史などから、日々の暮らし方に纏わる方法論を学ぶべきであるとして、ネット検索やウィキペディアで得た情報は断片の羅列に過ぎず、知恵がついた気になるだけで、考え方を知ることではないと論じて、人間はネット社会や技術だけでは生きて行けず、精神的なものに隣接する生活圏を手に入れる必要があり、それを言葉で知るためには、何歳になっても、将来が見通せなくなる度に、考え方の再勉強をしなくてはならないと説いている。
日本人の宗教観について、現代ではおよそ宗教とは無縁な社会状況で生活していることを指摘して、それゆえに信仰に敬虔な人々の考え方や行動を理解する能力が欠けていると述べている。
上述した、裏切る女性が度々作品に登場する傾向について、自身の女性観を述べており、男性から見れば裏切りに見えるが、女性は自衛本能によって男性を見切る能力に長けているため、変わり身が早いだけであるとして、「拠るべきものがないと暮らしていけない」という考えは、男性が刷り込ませた有史以来の認識論に過ぎず、その認識論に基づいた結果、女性は「自活」や「快楽」、「嗜好性の違い」などを判断して、素早く行動ができると指摘している。また、この認識論が形作られる以前の母系社会では、女性は逃げることが出来なかったが、度重なる戦争によって男性が社会の実権を握ったことで、自身や実子の死を避けるために、女性は戦争を男性に委ね、男性が戦争への勝利と引き換えに女性を庇護するという構造を構築したことで、女性は男性の庇護を相性で選択できる立場になったとしている。そのため、現在の経済社会は、戦争のない時代に前述の認識論を維持するために作り上げられたものであるとして、近代社会に於ける男尊女卑の図式が日常行為で発生する点についても、動物の種としての力関係が凌駕出来ないことによる反動であり、男性が「出産」という行為を軽んじたにも拘らず、女性から距離を置くことが出来なかったからだとしている。
映画は、演劇ではなく音楽に近い形のものであると考えており、瞬発的な視覚映像を武器にする映画の構造は、聴覚を刺激しながら瞬時に消失していく音楽の形態に類似しており、戯曲という形を取りながらも、文字という異なる媒体で補完される演劇とは、決定的な違いがあるとして、作曲や編曲をするためには楽譜を読む必要があるように、映画制作にも基礎学力が要求されるとして、趣味や感性だけでは映画は作れないと主張している。そして現況に於ける視覚的なビジネスは、映像を繋ぐことが主流となっており、映画的ではないとして、映画の監督や演出を志す者は、理論的な思考を持った上で、文学や詩の素養、そして芸能を愛する心を持った流行物好きでなければ、映画の監督や演出になってはいけないと述べている。
コンテンツは「良いもの」と「悪いもの」しかなく、「できる」「できない」を瞬時に判断して作るべきものであると主張している。そして時間のかかる合議制による制作の在り方を「嘘ですね」と真っ向から否定しており、合議制で作られたものは責任が分散され、ぼやけたものになってしまうと指摘して、「作品は痩せても枯れても個人のものですね」と結論づけている。

## 発言

### ガンダムシリーズへの発言
「自分以外のガンダムは一切合切観られないんです」と断言し、『機動戦士』の冠が表記されるようになった21世紀のガンダム作品については「自分の分かっている、自分の好きなガンダムをやっている内は、作品をつくるということではないんじゃないか」と発言して、仮想敵を想定しないガンダムの製作は、作品づくりとは呼べないと指摘している。
自身が手掛けた宇宙世紀における地球連邦政府について、機動戦士Vガンダムの放送終了後の取材で、「民主主義という機構自体が劇的さに欠け、ロボットアニメにそぐわない」とした上で、「サジを投げています。僕が彼らについて詳しく描くことは、きっとこの先においても無いはずです」とコメントしている。

### アニメ業界への発言
富野は、将来アニメ業界に就きたいと思っている若者たちに対して、「文芸、演劇、物語を見ないで映画、アニメが作れると思うな」「アニメ以外のことにも奮闘しろ」「修身・道徳、格言を学べ」「大人から学ぶものなんて何もない」「映画産業全般に就きたいのなら学生時代から広くものを見なさい」「45歳までは君たちも挽回できる。人間の基本は9歳までの、当時は解決方法が見えなかった欲求で、それからは逃れられない。それが何だったか思いだせ」とアドバイスをしている。また、近年のアニメについて「アニメや漫画を好きなだけで入ってきた人間が作るものは、どうしてもステレオタイプになる」「必ずしも、現在皆さん方が目にしているようなアニメや漫画の作品が豊かだと僕は思いません」と述べている。
アニメの制作体制について、「総監督の責任も50％はあるんだろうけど、後の50％は経営者に責任がある」と明言し、プロデューサーとして固有のものを作る意気込みがないと、人は育たないと説いている。そして、東京ムービー（現・トムス・エンタテインメント）の長浜忠夫やタツノコプロの吉田竜夫・九里一平を引き合いに、「共同組合論では作品は残らない」「作品を作り得る才能を持ちえないシステム、そういうスタッフを持ちえないシリーズは、機械的に消滅していくしかないんです」とコメントしている。
アニメ制作が各プロダクションによる分業体制になったことについて、「（今の人は）共同作業という言葉は知っていても、意味は知らないでしょう」と語り、作業工程の全容を把握できない人物がアニメ作りの中心になっているとして、「分業体制では人が育って行かない」「演出が良い形で育って行かない環境だ」と断じて、「パートを束ねる演出が（共同作業を）知らないというのは、一番地獄ですね」と述べている。また、この制作体制の下で、アニメーターが演出家に転向することについても、「アニメーター出身の演出家が、必ずしもアニメの演出に適しているかというと、それは少ない」と釘を刺している。
2017年の取材では、ガンダム Gのレコンギスタの制作を踏まえ、「デジタル世代の作り手を警戒してたんですが、2～3倍劣化した集団になっていると感じています」「基礎学力を身につける文化を業界が持てなかった。理由は分からない。知としてあるものは、きちっと形で置いておかないと、アニメさえ作れなくなるかもしれません」と将来に警鐘を鳴らした上で、「映画を作る所作を知らない人が増えてしまった。ならば教えるしかないんです。でも学校ではないから作って見せるしかない。作品で見せて行くしかない。もう歳なんて言ってられないですね」と自身の果たす役割に言及している。

### 声優業界への発言
声優選考の際、記号的な演技をする声優を指摘して、ラブシーンのエチュードを引き合いに、「触れられたり抱かれたり、すぐ感じることしか知らない役者が多くて、僕はそういうのは大嫌いです」と嫌悪感を露にしている。

### アニメオタクへの発言
アニメ関連の同人誌即売会やファンクラブには馴染めないと発言しており、その理由として、「集まってる子たちに家族愛に飢えてる匂いがあるからです」と指摘し、日本のアニメが持つ特異な偏りとして、家族愛に飢えた子供（アニメオタク）たちに共感性をもたらし、彼ら彼女らを取り込んで行く構造になっているとして、「困ったもんだなと思っている」「それが現代まで続いているのは、あまり気持ちの良いことではないですね」と語る一方で、『ガンダムシリーズ』などを通じて、その構造の構築に深く関わったことについては、「罪深いかもしれないけど、（アニメオタクたちの）癒しになっていたかもしれない」と語りつつ、「良い影響を受けて、良い人生を送っている人もいるかもしれないけど、そういう人たちは（アニメ）業界にはいないでしょうね」と述べている。

### 特撮映画への発言
昭和時代の特撮映画に携わった監督たちに対して、「大学を卒業したインテリは、ミーハーな映画を作る平民的感覚を持っていない」「子供を馬鹿にしているから、この程度で良いと思っている」と語り、「本気で映画を作ろうと思っている映画人は日本にいない」と手厳しく批判して、本多猪四郎らが手掛けた東宝特撮映画の路線を全否定している。また、東宝特撮全盛期の高水準と謳われた合成技術に関しても、「日本人の判官贔屓に過ぎない」と一蹴し、「ガキに見せるから合成ラインが見えても良いと思っている。僕はそれが許せない」と語って、米国映画の『月世界征服』は、その辺りをクリアしていたことを指摘した上で、「子供じみたものでもリアリズムと言うのがある。それを追求していない」という怒りを、中学生の頃から持ち続けていたことを吐露している。

### ロボットアニメへの発言
巨大なロボットを描いたアニメ作品に関して、「巨大ロボットは所詮、作品上の口実で、スポンサー側に言い訳をするギミックでしかない」と断じた上で、「言い訳だけやっていると『作品』はつくれないというのが僕の感覚です」と語り、ロボットアニメは、商品であるロボットを宣伝媒体としたコマーシャルに過ぎないと指摘している。
自身がロボットアニメを手掛ける際は、ロボット論でなくキャラクター論を語っているとして、「生まれ育って社会を形成するのが人々。社会を形成するまで何に従うのかとなった時、絶対ロボットに従う訳じゃない」と語って、ジョン・ロックが提唱した自然法のような規範を無意識に描いていたと述べた上で、「中年の時期に（デカルトやジョン・ロックの）書籍があるって知っていたら、人の様は、もう少し様になっていたのではないか」とコメントしている。

### 他人物・アニメへの発言
手塚治虫は虫プロ時代、制作進行や演出助手などの下積み時代に、直接声をかけて演出への転向を後押しした恩人であるが、富野自身は「手塚治虫はやはり漫画家でしかない」と発言して、手塚にはあまり評価されていなかっただろうという感想を述べている。そして、人づてに手塚が「富野の演出は品がある」と語ったことに愕然とした逸話を明かした上で、「（僕の演出は）品があるとかないとかのレベルじゃない。それを言うなら周りが酷いんだろうと。貧しい世界だなと思いました」と辛辣なコメントを寄せている。
安彦良和とは、虫プロ制作のTVアニメ『さすらいの太陽』以来、『0テスター』等の幾つかの作品で接点があったが、本格的に関わったのは『勇者ライディーン』からである。
安彦良和のアニメーターとしての技量を「マンガ絵をアニメ的な画として完成させたという意味で、天才だと思っています」と語り、具体的には、「タイムシートの読み取り方と切り方が尋常じゃない」「リミテッドアニメの中割りの仕方を本能的に覚えた人です」と評価し、『勇者ライディーン』の制作時を引き合いに「『ライディーン』では明確に腕が上がっていました。作画枚数も数を守れる人でした。あれを真似できる人は、まだ出て来ていないんじゃないかな」と絶賛している。その一方で、機動戦士ガンダム以降、実質的に決別してしまったことについて、「安彦君は線のエロチシズムを本能的に出せたんです。困ったことにその自意識がないんです」と、無自覚に醸し出される色気を指摘した上で、「そこまで（互いの気持ちが）連動しなかったんで、ドギツイ言葉が言えなかったんです」と、ガンダムの制作当時、本音を交えたやり取りが出来なかった結果だとして、「安彦君は敵にしたくなかったけど、逃げて行ってしまって、仮想敵になって困ってしまった」と悔しさを滲ませる一方で、「自分の中には安彦君ほどの才能はなかった」と明言した上で、「安彦君みたいな人にまた出会えるなら、僕はこの仕事をもっと好きになれるだろう」と語っている。
虫プロ時代の先輩である杉井ギサブローについては、「やろうとしていることは観念的に解るんです」としながら、自身の力量では杉井の目指すものを具現化できなかったとして、「彼のアーティスティックな部分に近づけないし、真似もできない。とても特異な才能だというのを知ったんです」と語っている。そして『悟空の大冒険』と『どろろ』で関わったことについては、「よく（杉井さんは）我慢してやらせてくれたなと」「僕のような仕事の仕方を認めてくれたとは、豪にも思っていません」と、畏敬の念を表している。
出崎統については、虫プロ時代の先輩でありがら、富野とニアミス状態で退社し、『あしたのジョー』に演出と絵コンテで参加するまで接点がなかった。その出崎については、ライバル意識はないと断った上で、「自分より年下ですし、生意気な奴だと思っていたのですが、フィルムを何本か見せられて、彼の技法みたいなものは、盗むまで行かなくても、解るようになりたいというのがあった」と語り、実際に出崎作品へ参加して、描いた絵コンテの多くを手直しされる経験を味わったものの、映像作家として申し分のない才能ぶりにショックを受けたことを明かしている。そして「作りたい意思を持っていれば、極度の枚数制限をかけられた作品でも、それなりの作品になる可能性を見せて貰った」「自分がやっつけ仕事みたいになっていた部分と、TVシリーズってこんなもんだろうと、ビジネス的に妥協した気分でやっていると凄く損するよ、と彼から教えられました」とコメントして、作家性を磨く上での師匠的な存在だったと証言している。
虫プロ時代の先輩であるりんたろうとは、『鉄腕アトム』での確執以降、90年代前半に和解するまで絶縁状態であり、和解以降の取材時でも、りんたろうの手掛けた作品に関しては感情的に「絶賛できない」として、「僕にしてみれば、お前ら勝手に鉄腕アトムを投げ捨ててジャングル大帝に行ったじゃないか。こっちはその後2年半も押し付けられたんだ」とその胸中を述べた上で、自身が「コンテ千本切りの富野」として裏方で奮闘していた頃に、『銀河鉄道999』で華々しく銀幕を飾っていたことに触れて、「シリーズを任せられる監督になれない。映画監督としてお呼びがかからない。完全に落ち込んでいた時に、りんたろうさんがそういう仕事をやっているのを指を咥えて見てなければならなかった。悔しくて作品の評価どころではありません。あの野郎！と（笑）」と語って、長年の嫉妬の対象だったことを述懐しているが、現在では蟠りは解消されているとして、「あなたたちが逃げて行ったから、（絵コンテの）本数が多くなったんじゃない。そんなことで恨みに思われちゃ困る」「そうだよなぁ」というやり取りをするまでに関係は回復していることを明かしている。
宮崎駿とは同年の生まれ（宮崎が早生まれのため学年的には1年上で、富野はキャリアも含め宮崎の後輩にあたる）であり、「宮崎らスタジオジブリ制作作品にライバル意識を持っている」というような発言や、度々批判を行う。
だが一方で、「（オスカーを取った宮崎駿のように自分がなれなかったのは）能力の差であるということを認めざるを得ない」、「誤解を恐れず言えば、宮崎、高畑の演出論は黒澤明以上だ」、「（自分とは）学識の幅とか、深みが圧倒的に違う、僕では競争相手にならないと思いました」などと語っており、宮崎を自分以上の存在として高く評価している。
また、宮崎駿を良く知る押井守により「宮さん（宮崎駿）も富野さんのことが大好きなんだよ。宮さん、よく富野さんに電話しておしゃべりしていたからね。宮さんと富野さんって実は仲良しなんだよ。」と、仕事以外において宮崎本人と親交があったことが明かされている。
同じく、宮崎駿を良く知る鈴木敏夫曰く、『風の谷のナウシカ』の劇場公開が終了した頃に、富野由悠季の自宅を訪問すると、未来少年コナンの再放送を鑑賞しており、理由を訊ねると、「勉強してるんです」「やっぱり宮さん上手いねえ」「何回も見てますよ」と語った後で、「でもね、当たるのは僕の作品ですよ。良いものは宮さんが作り、当たるのは僕が作る」と対抗心を露にしていたという。
発言では宮崎同様、高畑勲を非常に高く評価している。『アルプスの少女ハイジ』で絵コンテを担当した際は、総合演出だった高畑から相当の直しが入ったが、構図的に凝った部分はそのまま使われ、「高畑さんがそういうのを認めて下さったんじゃないですか」と語り、「僕も東映動画出身の人間に舐められたくないと頑張った覚えはあります」と述べている。また高畑の人柄について、「丁々発止を人前で見せる方ではなく、いつもニコニコしていました」と証言している。
2018年の高畑没時の取材に対しては、
「1分耐えられるセリフやストーリーが作れるのか、それがアニメの勝負だと教えられたんです。それに気づいたのはその仕事の20年後ですが、逆にいうと、高畑勲という人はずっとその方法論でやってきた方なのです。そういった意味でも、僕は高畑さんの“影響下”で仕事をしていた」
「対象への理解が正確でなければならない、ということを追求してきた監督が高畑勲です」
「街の風景、街灯がそこに立っている意味、つまりは物事の形が持っている意味は、なんとなくではありません。“それを意識する・考える”ということを高畑さんに教えられました。」
「僕にとってもパクさん（引用者注：高畑）は『師匠』だったんです。でなければ、ただの宇宙モノ好きの僕が、ガンダム以降の作品を作れるはずがないよね。」
と述べ、自らに影響を与えたことを認めている。
人生のキャリアに於いて、自身の価値を認めてくれるパートナーを見つけられなかったと前置きした上で、唯一、パートナーとなり得た人物として鈴木敏夫を挙げているが、「僕と馬が合わなかったために、結局は手を組めなかった」と述懐し、その後に鈴木が宮崎駿と組んで成功を収めた経緯を踏まえた上で、「皮膚感の違いって大切なんです。鈴木さんのことを初めてストラクチャー（構造的）で考えてみて、やっぱりあの感覚は大きかったなと思います」と語り、鈴木と宮崎の成功譚を同じ業界から見続けた者として、「あの頃の気分で言うと、ワーッと取り残された自分を物凄く自覚しました。これも人の縁ですね」と結んでいる。
また鈴木も、富野の思想や価値観に対して、そりが合わなかったことを認めており、「（富野由悠季の）主張に対しては、やっぱり別の意見を持つんですよ。だけどあの人が作るわけでしょう。そうすると自分の中でその感情と考えが入り混じって、ゴチャゴチャしたのは良く覚えています」と語っている。
『新世紀エヴァンゲリオン』に対し、「エヴァは病的。イデオンなどの後継的な作品とは言って欲しくない」との趣旨の発言をしている。一方で、庵野秀明監督については「『新世紀エヴァンゲリオン』で大ブレイクしたけど、それ以降は実写を撮ったりして、さらになぜか声優業もやって、で、そこから脱却して今がある。彼はいろいろありつつも、その軌跡の中で『映像作品を作る！』という確かな視点を持っている人だと思う」と述べている。
富野と一時期深く関わり合いを持った安彦良和によれば、富野由悠季がエヴァを批判するのは近親憎悪であり、的確な怒りである一方で、富野自身もアニメ作家である以上、それを踏まえてどんな次回作を作るかで、自分自身を追い込んでいると指摘し、「大いに怒って下さい」「富野さん一番わかるでしょう。あなたがやったことなんだよ」と突き放したコメントを寄せている。
漫画家の永井豪について「嫌いで憎んでいるし、嫉妬もしています」と明言し、幅広く作家性を広げる永井の『デビルマン』と、大人の小理屈に囚われてしまった自作の聖戦士ダンバインとを比較して、「デビルマン的なルートもある筈なのに出来なかった。デビルマンが嫌いだったんです。変身モノが嫌いなんです」「デビルマン的な存在を出していたら（コンテンツとして）もっと生き延びていた。そこまで踏ん切りを持てなかった。戯作者としてダメなんです」と語った上で、「少年に向けたアニメとか漫画っていうのは、永井豪さんみたいにやれよってことなんです」と永井に対する思いを吐露している。
トランスフォーマーシリーズに関して富野は「ロボットだけで人間ドラマをやれるのはトランスフォーマーだけだろう」と評している。
一方「ウチの作品はトランスフォーマーじゃないんだから、変形機構の面白さだけ追い求めたいファンなら、そっちを見ればいいんじゃない?」という発言もしている。
劇場版『ラブライブ!The School Idol Movie』について、「嫌いじゃない。AKB48の出てる映画より凄く見やすい。アニメの性能を利用している力は認めるし、ああであるべき」と肯定しつつも、本作を含めた直近のアニメの傾向に言及して、「可愛い系とか癒し系に行っちゃうのは、一緒に寝ようよ、気持ち良いよねーということ。それは力ではない」として、「（μ's）の集団が通りの真ん中で踊っても腹立たない。実写でやられたらムカってくる」とコメントしている。

### ビデオゲームに関して
プライベートでは基本的に無趣味だと語るが、夫婦で家庭用テレビゲーム版『パズルボブル』などのパズルゲームをプレイして楽しんでいる様子をインタビューにおいて語っている。なお、ゲームに関しては自身の性格からして、のめり込んで身を滅ぼすだろうという想いから、触れないよう尋常ならざる努力をしてきたと語っている。『A,C,E2』の特典DVDでは、「ゲームは麻薬」「ゲームに携わる仕事をしている人間は嫌い」との発言をしているが、ゲーム技術の発展については理解を示している。
台北でのゲームショーへ赴くなどしており、積極的にゲーム関連のイベント（自身の関連した作品が出展されたからだろうが）に参加している。また、お蔵入りしたものの後にガンダムのゲーム作品を代表する『ガンダム vs.シリーズ』に結実する64DD向けゲームの企画にも関わり、この時訪問したカプコンで出会ったのが『∀ガンダム』以降の盟友となる安田朗である。

### 宇宙旅行に関する発言
2025年、東京都内で開催された宇宙ビジネスに関するイベント「SPACETIDE 2025」において、「火星に移民しよう、と言っているおめでたい人たちというのは、宇宙空間の過酷さを理解していない。また、宇宙との距離感を想像する能力を持っていない人たちの集まりだ」と指摘。「火星までロケットを飛ばしたら帰るときの燃料をどうするか。向こうに補給基地はないという事実を考えないで、人間を火星まで送り込もうと言うのは全部素人だ」と強調した。また、作品づくりのために登場人物の宇宙での移動や生活について約20年間かけて考えたところ、人は宇宙では暮らせないという結論に至ったという。そして「この話はガンダムを作っているときには一度も発言ができなかった」と述べた。

## 評価
演出家で映画監督のおおすみ正秋は、初めて会った時の記憶が定かではないと前置きした上で、作画が優先された当時のアニメ業界では珍しい文学青年で、絵コンテを発注すると、脚本の粗をしっかり補完して描き上げていたと評価し、厳しいプレッシャーの中でこそ、その才能を最大限に発起できる人物と評している。そして、ロボットアニメというジャンルで実績を残したことを「立派だと思う」と称賛している。
漫画家のあさりよしとおは、作家性が壊れた裸の王様だと断言し、ファーストガンダムの劇場3部作で大作家に祭り上げられたが、『伝説巨神イデオン』の劇場2部作で作家性の駆動力を永遠に失ってしまったと述べている。一方で、富野が虫プロ時代に培った「職人技」については、『新世紀GPXサイバーフォーミュラ』で富野が担当した暫定版のオープニングや、『ママは小学4年生』のオープニングを例に挙げて、「決して腐ってはいない」と評価した上で、「作家」ではなく「職人」であるとの評価を下している。
編集者でプロデューサーの井上伸一郎は、「こんなことで悩むのか思うほど律儀な人で、律儀過ぎて、偶におかしくなる時がある」と語り、他人の受け売りと前置きした上で、多くの作家は1種類の狂気しか出せないが、富野の作品には、異なる狂気を孕んだ人物を複数登場させる凄さがあると指摘している。また手掛ける作品に於いて、ほぼ毎回のように女性キャラが裏切る展開があり、その裏切った先で肉体関係を匂わせる描写がある点にも着目し、人間は、主義主張ではなく、本能で動く生き物であるという、彼なりの価値観に因るものではないかと分析している。
サンライズ代表取締役会長である内田健二は、「ガンダムのパッケージを使わなくても神話が作れる人」と評し、富野作品は、純粋に商品としては語れない部分があり、商売をするのが難しいと語っている。また、製作プロデューサーとして長く関わった経験から、既存のコンテンツを使って別のことをやりたがる傾向が強い反面、過去の作品に対しては関心が低く、ガンダムのような、歴史的な整合性が必要な作品に富野由悠季が関わる場合は、多くの人員を割いてのアフターケアが必要不可欠であると語る一方で、他人の意見には良く耳を傾ける性格で、多くの意見を聴いた上で、自身で咀嚼してアイディアとして使うため、人の意見を聞かないマイナスな印象が強くなっていることを指摘しつつ、他人の意見を聴きはするが、本人が作品でやりたいことが優先されるため、実行の優先度は限りなく低いという注釈をつけている。
映画監督でアニメーション演出家でもある押井守は、集団的な作業を信じない人と評し、登場人物の台詞に自身の思想を語らせ、作画では一切語らせないことを一例に挙げ、アニメーターを信用していないと指摘した上で、「あれは辛いと思う。自分の中じゃスッキリするかもしれないけど、僕だったら耐えられない」とコメントし、アニメーター不信の要因は、宮崎駿が監督した『未来少年コナン』の衝撃を受けて、コナン的なものを目指して監督した戦闘メカ ザブングルの惨敗や、スタジオの顔と呼べるような有能な美術監督と巡り合えなかったことにあると述べている。
映画プロデューサーで編集者である鈴木敏夫は、「あの人右翼だよね（笑）。はっきりそう思うよ」と指摘した上で、「無邪気で正直で、表裏のない」「すごく常識のある良い人」であるとして、「僕は富野さんが好きだったんです」と語り、日常的に付き合う分には嫌いになる人はまずいないと述べる一方で、この手のタイプは突出した物を作りがちで、自身と関わり合いが深い宮崎駿や高畑勲とは真逆の作家性を持っていると分析している。また、『機動戦士ガンダム 逆襲のシャア』の公開当時、鑑賞した中高生の多くが泣いていたことを引き合いに、大人でありながら、子供の味方で居ようとする人であるとして、「あの人そのものはあんまり大人じゃないが、そこが良い所でしょう」と語っている。そして、物事を斜に構えず、熱弁を奮う性格については、太平洋戦争に出征できなかった世代特有のものであり、ガンダムシリーズに代表される架空戦記に定評があることについても、GHQの出版物に関する検閲が廃止された後に復刊された軍国物を多感な時期に読んだ世代でもあるので、とても理解できると述べている。
映画監督でアニメ演出家だった高畑勲は、富野の強い拘りを生前に高く評価しており、交流のあった鈴木敏夫によれば、『世界名作劇場』シリーズで富野が手掛ける絵コンテには必ず良い所が1箇所はあり、それは富野本人が強い拘りを持つからこそ、その部分が生まれるのだと分析していたという。また『世界名作劇場』に関わっていた頃には、高畑の自宅に足繁く通っており、「とにかく一生懸命な人だった」とその人柄を評価し、ガンダムをテーマにした富野との対談が企画された際にも、断らずに応じたという。
漫画家でアニメーターの安彦良和は、駆け出しの頃の富野は、早描きで絵コンテを描き散らす傾向があり、実写映画の志向者に在りがちな、余計な描写を入れたアニメ的でないコンテを描いて、それをカットされても一切文句を言わないため、前述のように「軽い演出家」という評価だった。しかし、制作現場に保温タイプの弁当を持ち込むなど、意気込みだけは並々ならぬものがあり、『勇者ライディーン』が路線変更の憂き目に遭った際も、安彦が降板を口にすると、「そういうもんじゃないよ」と諭し、「視聴者にサービスしなければいけないんだ」と粘り強く職人に徹して、監督降板後も演出で残留するその姿勢に驚嘆すら覚えたが、富野の持ち味であるシリアスな作風を知るのは『無敵超人ザンボット3』からで、それ以前は、ウケるためなら何でもする商売人のイメージだったという。『機動戦士ガンダム』の制作の際は、便利屋扱いされた弊害から、演出家として一流になれない苦しみを味わっている印象を受けたが、テンプレの喜怒哀楽でない感情を、演出家として画作りに求める姿勢に、一人のアニメーターとして嬉しさを感じ、それに応えなければという気持ちになったという。しかし、制作中に急病で一時降板した際に設定されたニュータイプの概念が最後まで納得できず、思想的にそりが合わないと判断して、袂を分かつことにしたという。その上で、富野が心身共にベストな状態で作った作品は初代ガンダムであり、そんな富野と以心伝心で創作できたガンダムは良い思い出だと語る一方で、それ以降の作品については支持できないものばかりであるとも述べ、『伝説巨神イデオン』や『機動戦士Zガンダム』については「非常にエキセントリックで優しさがない」「心の余裕がなくなった事の反映」と酷評し、マイナーな演出家が一躍メジャーになり、富野教の教祖になって自分自身を見失ってしまったと指摘している。
庵野秀明や鈴木敏夫は、安彦が富野と離別したことは、お互いにとって不幸な出来事だったとした上で、最大の要因は、富野が監督として安彦を作画の道具として扱い、それに安彦が反感を覚えたからだとしている。
脚本家で映画監督の山賀博之は、富野の作品に触れて初めて、結婚をして子供を持ち、社会に参加しながら仕事をしている大人がいることを意識するようになったと語る一方で、男女の色気に対して異常なまでに執心したり、登場するキャラクターが端々で諦めや戸惑いの描写を見せることを挙げて、富野作品には純文学的なみっともなさがあるとも語り、玩具会社が主導するアニメの世界でしか居場所がないことへの抵抗感や情けなさが感じられて、彼自身の冷めた人生観が見受けられるとしている。
アニメ監督で脚本家の吉川惣司は、虫プロ時代に富野が描いた絵コンテについて、虫プロ調とは違うリアルさに興味を惹かれたと感想を述べ、「正統派な大芝居でなく、アニメが苦手とする腹芝居を態々描き込むところがあった」と述べ、正統派な人たちから理解されず、不当に評価されていたと述懐している。そして、脚本家として直に関わった『戦闘メカ ザブングル』を一例に挙げて、諸事情でスタッフの変更があっても切り替えて対応できるディレクター向きの人であると評価した上で、『機動戦士ガンダム』のヒットは偶然の産物であり、富野が「巨大ロボットの父」のような役割を背負わされている現状に、半ば同情しているとして、「決してそれだけではない」「本来はもっとコミカルで軽いものが合っている」とコメントしている。

## 作品
主な映像演出参加作品年表一覧 
- 鉄腕アトム（テレビシリーズ、1963年 - 1966年）- 脚本・演出
- 海のトリトン（テレビシリーズ、1972年）- 監督・脚本・絵コンテ
- 勇者ライディーン（テレビシリーズ、1975年 - 1976年）- チーフディレクター（前期のみ）・絵コンテ（チーフディレクター降板後は斧谷稔名義）[154]・演出
- しあわせの王子（短編教育映画、1975年）- 演出
  - 1975年の教育映画祭一般教養部門児童劇・動画部門の最優秀作品賞、第17回厚生省児童福祉文化賞を受賞。オスカー・ワイルド原作。全国の幼稚園や小学校で情操教育などを目的に上映された教育映画。一般公開はされていない。
- ラ・セーヌの星（テレビシリーズ、 1975年）- 監督（後半のみ）・絵コンテ（阿佐みなみ名義）[155]
- 無敵超人ザンボット3（テレビシリーズ、1977年 - 1978年）- 原作・総監督・絵コンテ・演出
- 無敵鋼人ダイターン3（テレビシリーズ、1978年 - 1979年）- 原作・総監督・脚本・絵コンテ・演出
- 機動戦士ガンダム（テレビシリーズ、1979年 - 1980年）- 原作・総監督・絵コンテ・演出
  - 機動戦士ガンダム（劇場用作品、1981年）- 原作・総監督
  - 機動戦士ガンダムII　哀・戦士編（劇場用作品、1981年）- 原作・総監督
  - 機動戦士ガンダムIII　めぐりあい宇宙編（劇場用作品、1982年）- 原作・総監督
- 伝説巨神イデオン（テレビシリーズ、1980年 - 1981年）- 原作・総監督・絵コンテ
  - The IDEON （伝説巨神イデオン）接触篇/発動篇（劇場用作品、1982年）- 原作・総監督
- 戦闘メカ ザブングル（テレビシリーズ、1982年 - 1983年）- 原作・監督・ストーリーボード
  - ザブングル グラフィティ（劇場用作品、1983年）- 原作・監督
- 聖戦士ダンバイン（テレビシリーズ、1983年 - 1984年）- 原作・総監督・脚本・ストーリーボード
- 重戦機エルガイム（テレビシリーズ、1984年 - 1985年）- 原作・総監督・ストーリーボード
- 機動戦士Ζガンダム（テレビシリーズ、1985年 - 1986年）- 原作・総監督・脚本・絵コンテ
  - 機動戦士Ζガンダム A New Translation 星を継ぐ者（劇場用作品、2005年）- 原作・総監督・脚本・絵コンテ
    - 第10回アニメーション神戸賞・劇場部門作品賞、第20回デジタルコンテンツグランプリ・優秀賞を受賞。

  - 機動戦士ΖガンダムII A New Translation 恋人たち（劇場用作品、2005年）- 原作・総監督・脚本・絵コンテ
  - 機動戦士ΖガンダムIII A New Translation 星の鼓動は愛（劇場用作品、 2006年）- 原作・総監督・脚本・絵コンテ
- 機動戦士ガンダムΖΖ（テレビシリーズ、1986年 - 1987年）- 原作・総監督・脚本・絵コンテ
- 機動戦士ガンダム 逆襲のシャア（劇場用作品、1988年）- 原案・原作・監督・脚本
- 機動戦士ガンダムF91（劇場用作品、 1991年）- 原作・監督・脚本
- 機動戦士Vガンダム（テレビシリーズ、1993年 - 1994年）- 原作・総監督・絵コンテ・構成
- 闇夜の時代劇 第2話「正体を見る」（テレビシリーズ、1995年）- 脚本・演出
- バイストン・ウェル物語 ガーゼィの翼（OVA、1996年）- 原作・監督・脚本・絵コンテ
- ブレンパワード（テレビシリーズ、 1998年）- 原作・総監督・脚本・絵コンテ・演出
- ∀ガンダム（ターンエーガンダム）（テレビシリーズ、1999年 - 2000年）- 原作・総監督・脚本・絵コンテ
  - 劇場版 ∀ガンダム I 地球光/II 月光蝶（劇場用作品、2002年）- 原作・総監督・絵コンテ
- OVERMANキングゲイナー（テレビシリーズ、2002年 - 2003年）- 原作・総監督・絵コンテ
- リーンの翼（OVA・ネット配信、2005年 - 2006年）- 原作・総監督・脚本・絵コンテ
- リング・オブ・ガンダム（イベント公開、2009年）- 原作・総監督・脚本・絵コンテ
- ガンダム Gのレコンギスタ（テレビシリーズ、2014年 - 2015年）- 原作・総監督・脚本・絵コンテ。最終話（第26話）のみ声優（井荻翼名義）としても参加している。
  - Gのレコンギスタ I 行け！コア・ファイター（劇場用作品、2019年）- 原作・総監督・脚本・絵コンテ
  - Gのレコンギスタ II ベルリ撃進（劇場用作品、2020年）- 原作・総監督・脚本・絵コンテ
  - Gのレコンギスタ III 宇宙からの遺産（劇場用作品、2021年）- 原作・総監督・脚本・絵コンテ
  - Gのレコンギスタ IV 激闘に叫ぶ愛（劇場用作品、2022年）- 原作・総監督・脚本・絵コンテ
  - Gのレコンギスタ V 死線を超えて（劇場用作品、2022年）- 原作・総監督・脚本・絵コンテ

### フリー時代の参加作品
「さすらいのコンテ・マン」だった時代に関わりを持ったアニメには次のようなものがある。
- リボンの騎士（1967-1968年）
- 巨人の星（1968-1971年）
- アニマル1（1968年）
- 夕やけ番長[注釈 25]。（1968-1969年）
- 海底少年マリン（1969年）
- 巨人の星対鉄腕アトム（1969年）
- いなかっぺ大将（1970-1972年）
- どろろ（1969年）
- 紅三四郎（1969年）
- ムーミン（1969-1970年）
- アタックNo.1（1969-1971年）
- 男一匹ガキ大将（1969-1970年）
- シートン動物記（1970-1971年）[157]
- あしたのジョー（1970-1971年）
- 昆虫物語 みなしごハッチ（1970-1971年）
- さすらいの太陽（1971年）
- ふしぎなメルモ（1971-1972年）
- 国松さまのお通りだい(1971-1972年)[158]
- 正義を愛する者 月光仮面（1972年）
- 天才バカボン（1971-1972年）（阿佐みなみ名義）
- 新・オバケのQ太郎（1971-1972年）
- モンシェリCoCo（1972年）
- ど根性ガエル（1972-1974年）（阿佐みなみ名義）[159]
- ハゼドン（1972-1973年）
- けろっこデメタン（1973年）
- 新造人間キャシャーン（1973-1974年）
- 山ねずみロッキーチャック（1973年）
- ワンサくん（1973年）（阿佐みなみ名義）
- ゼロテスター（1973-1974年）
- 宇宙戦艦ヤマト（1974-1975年）（第4話のみ）
- アルプスの少女ハイジ（1974年）
- 新みなしごハッチ（1974年）
- 破裏拳ポリマー（1974-1975年）
- 侍ジャイアンツ（1973-1974年）
- 小さなバイキングビッケ（1974-1975年）
- フランダースの犬（1975年）
- アンデス少年ペペロの冒険（1975-1976年）
- まんが日本昔ばなし（1975-1995年）
- 母をたずねて三千里（1976年）
- 長浜ロマンロボシリーズ（1976-1979年）
  - 超電磁ロボ コン・バトラーV（1976-1977年）
  - 超電磁マシーン ボルテスV（1977-1978年）
  - 闘将ダイモス（1978年-1979年）（阿佐みなみ名義）
- ゴワッパー5 ゴーダム（1976年）
- ろぼっ子ビートン（1976-1977年）
- あらいぐまラスカル（1977年）
- ヤッターマン（1977-1979年）（第39話のみ）
- シートン動物記 くまの子ジャッキー（1977年）
- とびだせ!マシーン飛竜（1977-1978年）
- ペリーヌ物語（1978年）
- 未来少年コナン（1978年）（第14、21話のみ）
- まんがこども文庫（1978-1979年）
- 合身戦隊メカンダーロボ（1977年）
- 赤毛のアン（1979年）
- 宇宙大帝ゴッドシグマ（1980-1981年）（第一話絵コンテ／斧谷稔名義）

### その他参加作品
- ザ☆ウルトラマン（テレビシリーズ 1979-1980年）- 絵コンテ
- 無敵ロボ トライダーG7（テレビシリーズ 1980-1981年）- 絵コンテ
- 銀河漂流バイファムシリーズ（テレビシリーズ、OVA 1983-1998年）- 原案
  - 『十五少年漂流記』のように子供たちだけで宇宙をサバイバルする物語のプランは『機動戦士ガンダム』の企画時に出されたボツ案であり、改めてこのアイディアを用いたのが本作であるため「原案」としてクレジットされている。
- New Story of Aura Battler DUNBINE（OVA 1988年）- 原作・監修
- 新世紀GPXサイバーフォーミュラ（テレビシリーズ 1991年）- 初期オープニング
- ママは小学4年生（テレビシリーズ 1992年）- オープニングストーリーボード
- スーパーロボット大戦 プロモーション（東京ゲームショー会場で上映 1997年）- 監督、脚本、絵コンテ[注釈 26]
- G-SAVIOUR（特撮ドラマ、2000年）- 原作・特別監修
- GUNDAM THE RIDE（劇場用作品、 2000年）- 原作・特別監修
- ガンダム新体験 ‐0087‐ グリーンダイバーズ（劇場用作品、2001年）- 原作・特別監修
- ガンダムクライシス（劇場用作品、 2007年）- 原作・特別監修
- GUNDAM EVOLVE 5 RX-93 ν GUNDAM（OVA、2007年）- ストーリープロット・アイデア協力
  - GUNDAM EVOLVEの作品のひとつ。クェスとハサウェイの悲劇的な結末を変更し、アムロが子供（クェス）のわがままを叱ることのできる父性的な面で描かれたり、クェスが死ななかったりと転化されている。富野自身が“映画版にのっとる必要はない”とのコンセプトで作られた。過去のGUNDAM EVOLVE作品と違いCGとセル画を合わせる手法、内部フレームがむき出しのνガンダムと変形ギミックが搭載されているα・アジールのアイデアは富野自身が出した。
- スーパーロボット大戦Z スペシャルディスク（ゲーム、2009年） - 「XAN-斬-」戦闘アニメーションの絵コンテ修正[161][162]
- 花の詩女 ゴティックメード（劇場用作品、2012年） - スペシャルサンクス

## 著作

### 小説
機動戦士ガンダムシリーズ
- 『機動戦士ガンダム』全3巻（朝日ソノラマ〈ソノラマ文庫〉、1979-1981年）、（角川書店〈角川文庫〉、1987年）、新版・角川スニーカー文庫
角川版で若干の改訂が行われた。
- 『機動戦士Ζガンダム』全5巻 （講談社、1985-1986年）、（角川文庫、1987年）、新版・角川スニーカー文庫
1巻：カミーユ・ビダン、2巻：アムロ・レイ、3巻：強化人間、4巻：ザビ家再臨、5巻：戻るべき処（ところ）。
- 『機動戦士ガンダム 逆襲のシャア』全3巻（前篇・中篇・後篇）（徳間書店〈アニメージュ文庫〉、1987-1988年、復刊2009年）
  - 『機動戦士ガンダム ハイ・ストリーマー』全3巻（1巻：アムロ篇、2巻：クェス篇、3巻：シャア篇）（徳間書店〈徳間デュアル文庫〉、2002年）

月刊『アニメージュ』に『機動戦士ガンダム ハイ・ストリーマー』のタイトルで連載された。
- 『機動戦士ガンダム 逆襲のシャア ベルトーチカ・チルドレン』全1巻（角川文庫、1988年）、新版・角川スニーカー文庫
- 『機動戦士ガンダム 閃光のハサウェイ』全3巻（上・中・下）（角川スニーカー文庫、1989-1990年）。新版・KADOKAWA、2021年
角川版の『機動戦士ガンダム 逆襲のシャア ベルトーチカ・チルドレン』の続編で、現在流布している宇宙世紀の正史とは一部異なった世界観の作品。
- 『機動戦士ガンダムF91 クロスボーン・バンガード』全2巻（上・下）（角川スニーカー文庫、1991年）
- 『ガイア・ギア』全5巻（角川スニーカー文庫、1988-1992年）
『Vガンダム』から50年後の宇宙世紀0203年が舞台。宇宙世紀の正史とは一部異なった世界観の作品。『月刊ニュータイプ』に1987年から1991年にかけて連載された。
- 『機動戦士Vガンダム』全5巻（角川スニーカー文庫、2003-2004年）
1巻：ウッソ・エヴィン、2巻：マルチプル・モビルスーツ、3巻：マリア・リーディング、4巻：コンビネーション、5巻：エンジェル・ハイロゥ。
- 『密会〜アムロとララァ』上巻・下巻 -（角川mini文庫、1997年）、全1巻 -（角川スニーカー文庫、2000年）
文庫版はmini文庫版の二冊を一冊にまとめた物で、加筆修正がなされている。
- 『はじめたいキャピタルGの物語』 
『ガンダムエース』創刊100号（2010年12月号）に寄稿したもので、地球から伸びる宇宙エレベータが舞台の未完の作品。挿絵も富野本人が描いている。『ガンダム Gのレコンギスタ』のプロトタイプ作品であり、同作の特別先行版上映劇場などで販売された『GUNDAM 35th ANNIVERSARY BOOK YOSHIYUKI TOMINO 1979-2014』に再録された[163]。

バイストン・ウェル物語シリーズ
- 『リーンの翼』全6巻（角川書店 カドカワノベルス、1984-1986年）
  - 文庫版全6巻（角川文庫、1986年）。新版・角川スニーカー文庫
  - 完全版全4巻（角川書店、2010年）。4冊組セットも刊行

『野性時代』（角川書店）に連載された。完全版は全面改稿および書き下ろしがなされている。
- 『ファウ・ファウ物語』全2巻（上・下[注釈 27]）（角川文庫、1986-1987年）
月刊ニュータイプに『ファウファウ物語（リストリー） From BYSTON WELL STORIES』として1985年4月号〜1986年12月号に連載（全21回）。
- 『オーラバトラー戦記』全11巻（カドカワノベルス、1986-1992年／角川スニーカー文庫、2000-2001年）
『野性時代』に連載。1巻：アの国の恋、2巻：戦士・美井奈、3巻：ガロウ・ラン・サイン、4巻：ギィ撃攘、5巻：離反、6巻：軟着陸、7巻：東京上空、8巻：マシン増殖、9巻：オーラ壊乱、10巻：重層の刻、11巻 完結編：ハイパー・ホリゾン。
- 『バイストン・ウェル物語 ガーゼィの翼』全5巻（アスペクト〈ログアウト冒険文庫〉、1995〜1997年）新版・ファミ通文庫
『月刊LOGOUT』に連載（第1巻分のみ）。

その他の小説
- 『ブレンパワード』3巻記憶への旅立ちのみ斧谷稔名義で書いている。なおセリフは全てアニメ版と同じである。 (ハルキ文庫、1999年)
- 『伝説巨神イデオン』全3巻（ソノラマ文庫、1981-1982年 / 角川文庫、1987-1988年）。新版・角川スニーカー文庫
1巻：覚醒編、2巻：胎動編、3巻：発動編。
- 『破嵐万丈シリーズ』全4冊（ソノラマ文庫、1987-1992年）
無敵鋼人ダイターン3のスピンオフ作品。―薔薇戦争、―憂鬱ミュージアム、―ヒット・カップル、―愛はシベリアから
- 『シーマ・シーマ』全3巻（アニメージュ文庫、1988-1989年）
前篇：疾風の果てに、中篇：修羅に昇る、後篇：血族を払う
- 『アベニールをさがして』全3巻（ソノラマ文庫、1995-1996年）
- 『王の心』全3冊（カドカワノベルス、1995-1996年）
―死者の書、―天女生誕の書、―再臨飛翔の書

### 漫画原作
- 『機動戦士クロスボーン・ガンダム（作画：長谷川裕一）』全6巻（角川コミックス・エース、1994-1997年） 
「機動戦士ガンダムF91」の続編。初めてガンダムシリーズの漫画原作者として、原作および企画に関わった。続編の『機動戦士クロスボーン・ガンダム外伝』『機動戦士クロスボーン・ガンダム 鋼鉄の7人』『機動戦士クロスボーン・ガンダム ゴースト』『機動戦士クロスボーン・ガンダム DUST』などには関わっていない。

### エッセイ ほか
- 『だから僕は… 「ガンダム」への道』（徳間書店、1981年）、
  - 増訂版『だから、僕は…』（同・アニメージュ文庫、1983年）
  - 再訂版『だから僕は… ガンダムへの道』（角川スニーカー文庫、2003年）

自伝的エッセイ。『ガンダム』のことはほとんど触れられていないが、それまでの仕事について詳しく書かれている。
- 『「イデオン」ライナー・ノート ―アニメの作り方 教えます』（徳間書店、1982年) 
虚実入り混じる、TV版から番組打ち切りを経て映画版公開へといたる『イデオン』制作手記風創作。『アニメージュ』誌にTV放映時に同時進行で連載していたものをまとめたもの。
- 『∀（ターンエー）の癒し』（角川春樹事務所、2000年 / ハルキ文庫、2002年）
エッセイ。主に『Vガンダム』監督前から『∀ガンダム』放映終了までのもの。
- 『映像の原則－ビギナーからプロまでのコンテ主義』（キネマ旬報社「キネ旬ムック」、2002年／ 改訂版・キネマ旬報ムック、2011年）
映像の特徴から編集・作画・演技・音響など、映像作りに必要なほとんどの作業についてを記した実務書。
- 『富野に訊け!』（徳間書店、2005年）
  - 『富野に訊け!!』（同・アニメージュ文庫、2010年）
  - 『富野に訊け!! 怒りの赤篇』（徳間書店、2017年）
  - 『富野に訊け!! 悟りの青篇』（徳間書店、2017年）

『アニメージュ』誌上連載をまとめたもの。読者からの相談に富野が答える人生相談である。『劇場版 Ζガンダム』の主題歌を歌うGacktとの対談が収録されているほか、相談の中には声優・歌手の桃井はるこからの相談もあった。
- 『「ガンダム」の家族論』（ワニブックス ワニブックスPLUS新書、2011年）
- 『情けない神の国の片隅で』
シンコーミュージックのハードロック雑誌『炎』連載のコラム。
- 『アニメを作ることを舐めてはいけない -『G-レコ』で考えた事-』（KADOKAWA、2021年）

### 共著
- 『戦争と平和』共著：大塚英志・上野俊哉・ササキバラ・ゴウ（徳間書店、2002年）
- 『教えてください。富野です』（角川書店、2005年）
富野がホスト役を務める『ガンダムエース』誌連載の対談企画をまとめたもの。対談相手は坂村健、上妻宏光、齋藤孝、水谷修、野口聡一。装丁は樋口真嗣で、両手を掲げて咆哮する全裸の富野というビジュアルが強烈な印象を与える。解説は福井晴敏。
- 『ガンダム世代への提言 富野由悠季対談集 I』、『II』、『III』（角川書店、2011年）
ガンダムエース誌連載の対談企画（全100回）をまとめたもので、全3巻に96回分の対談が収録されている。

### 関連書籍
- 『富野由悠季全仕事 1964-1999』（キネマ旬報社「キネ旬ムック」、1999年）
ロングインタビューおよび、多くの業界人が富野を語っており、日本アニメ史の資料でもある。
- 『富野語録 富野由悠季インタビュー集（ラポートデラックス）』（ラポート、1999年）
- 『ガンダムの現場から 富野由悠季発言集』編：氷川竜介・藤津亮太（キネマ旬報社「キネ旬ムック」、2000年）
- 『ガンダム者 ガンダムを創った男たち』（講談社、2002年）
- 『富野由悠季の世界』（キネマ旬報社、2019年）
- 藤津亮太：「富野由悠季論」、筑摩書房、ISBN 978-4-480-81697-9（2025年3月21日）

### 作詞提供
- 『ザ・ロンゲスト・ロード イン 破嵐万丈 / 鈴置洋孝』（1980年）
声優：鈴置洋孝のレコードのプロデュース、ドラマ、作詞。A面がドラマレコード。井荻麟名義で『ハッシャ バイ』作詞（『劇場版 Ζガンダム』で挿入歌として使用される）。
- 『LOVE PROFILE』たいらいさお（1983年）
井荻麟名義で全曲を作詞したアルバム。
- 『STARLIGHT SHOWER』MIO（現MIQ）（1984年）
井荻麟名義で「阿母麗（アモレイ）」、「Good-bye Tokyo」を提供。LPアルバムであったが、2012年にCD化された。
- 『REVERBRATION IN GUNDAM』井上大輔
- 『HEROES〜to my treasure〜』古谷徹（2008年）
「ララの夜想曲 -nocturne-」を井荻麟名義で作詞。作曲はGacktが手がけた。

## 原作・原案名義作品
以下の作品では、富野由悠季以外のスタッフの手によって制作された映像作品であっても、テロップでは「原作者」もしくは「原案者」とされ、矢立肇と名を連ねて表示される。なお、富野はガンダム第1作の企画案を当時サンライズへ30万円で売り渡したため（当時は業界の慣例としてそれが当たり前であった）、ガンダム関連商品の売上が富野自身に還元されることは長年なかった。
- 重戦機エルガイム OVA 三部作（1986-1987年）
- 機動戦士SDガンダム（1988-1991年）および、以降のSDガンダムシリーズ全作品
- 機動戦士ガンダム0080 ポケットの中の戦争（1989年）
- 機動戦士ガンダム0083 STARDUST MEMORY（1991-1992年）
- 機動武闘伝Gガンダム（1994-1995年）
- 新機動戦記ガンダムW シリーズ（1995-1998年）
- 機動新世紀ガンダムX（1996年）
- 機動戦士ガンダム 第08MS小隊（1996-1999年）
- 機動戦士ガンダムSEED シリーズ（2002年-）
- GUNDAM EVOLVE シリーズ（『EVOLVE 5』のみ原作・原案以外にも関与）（2003-2007年）
- 機動戦士ガンダム MS IGLOO シリーズ（2004-2009年）
- 機動戦士ガンダム00 シリーズ（2007年-）
- 模型戦士ガンプラビルダーズ ビギニングG（2010年）
- 機動戦士ガンダムUC（2010-2014年）
- 機動戦士ガンダムAGE シリーズ（2011-2013年）
- ガンダムビルドファイターズ シリーズ（2013年-2016年）
- ガンダムさん（2014年）
- アニメ 機動戦士ガンダム THE ORIGIN シリーズ（2015-2018年）
- 機動戦士ガンダム 鉄血のオルフェンズ シリーズ（2015年-）
- アニメ 機動戦士ガンダム サンダーボルト シリーズ（2015年-）
- アニメ 機動戦士ガンダム Twilight AXIS（2017年）
- ガンダムビルドダイバーズ シリーズ（2018-2020年）
- 機動戦士ガンダムNT（2018年）
- 機動戦士ガンダム 閃光のハサウェイ 劇場版三部作（2021年-）
- 機動戦士ガンダム ククルス・ドアンの島（2022年）

その他、漫画・小説のガンダム作品などにも必ず名前が入っている。これはサンライズの監修を受けた正式なガンダム作品であることを意味する名義にもなっている。

## 受賞
- 教育映画祭一般教養部門児童劇・動画部門の最優秀作品賞、第17回厚生省児童福祉文化賞：しあわせの王子演出（1975年）
- アニメグランプリ演出家部門、3期連続で1位[58]
- 東京アニメアワード・優秀作品賞（『OVERMANキングゲイナー』）[165]
- 第10回アニメーション神戸賞・劇場部門作品賞[166]、第20回デジタルコンテンツグランプリ・優秀賞（『機動戦士Ζガンダム 星を継ぐ者』）
- 第11回AMDアワード 功労賞（2006年）
- 第42回シカゴ国際映画祭 アニメーション特別功労賞（2006年）
- 第62回ロカルノ国際映画祭 名誉豹賞（2009年）[167]
- 平成アニソン大賞 作詞賞（1989年 - 1999年）（「ターンAターン」（井荻麟名義）、2019年）[168]
- 文化庁長官表彰（2019年）[169]
- 文化功労者（2021年）

## 出演

### 映画出演
- 『ローレライ』（2005年） - 間宮大尉役（カメオ出演）。
- 『日本沈没』（2006年） - 京都の高僧役（カメオ出演）。
- 『少林少女』（2008年） - 凛の祖父（写真のみのカメオ出演）
- 『日本のいちばん長い夏』（2010年） - 今村均役

### 声の出演
- 『ガンダム Gのレコンギスタ』（2015年） - 農家のお父さん役（井荻翼名義）

### CM出演
- 『スカパー!』（2013年）「「スカパー！ ココロ動かすアニメ篇」本人出演 TV、ラジオCM[170][171]

### ドキュメントムービー
- 『BEGINNING of GUNDAM RECONGUISTA in G 〜富野由悠季から君へ〜』（2014年8月23日）『ガンダム Gのレコンギスタ』特別先行版劇場限定販売Blu-ray。
- 『富野由悠季の暗号 〜The secret lesson of TOMINO directing in G〜』（2022年8月5日）『GのレコンギスタV』劇場限定販売Blu-ray。

## 立体作品
From First
バンダイのHY2M 1/12ザク多数とPGガンダム1体を使用したオブジェ。2005年に開催された美術展『GUNDAM―来たるべき未来のために―』の上野の森美術館での開催時に新しく展示物に加わった作品で、大阪サントリーミュージアムでの開催時は展示されていない。
ZAKUの夢
From Firstのリニューアル。以前に富野がプロデュースしたブロンズ像作品『大地より』（上井草駅前に展示）の鋳造失敗品を流用して作った壊れたガンダム像を、12体のザクが取り囲む作品。おもちゃのまちバンダイミュージアムにて展示されている。
1/1ガンダム（監修）
静岡ガンダムでは、ビームサーベルへの投影映像を監修（コンテも作成）。元々富野は実物大ガンダムが作られていること自体を知らされていなかったが、完成間際に「頭部の可動、ミスト噴射、発光」を提案し、そのために工期が1か月遅延したとされている。また、2022年福岡に完成した『RX-93ff νガンダム』のカラーリングなども富野によるものである。